# Sevilla
Sevilla Spanyolország negyedik legnagyobb városa, Andalúzia és Sevilla tartomány fővárosa. Lakossága 2003-ban 710 000, az agglomerációval együtt 1 294 000. Egyetemi város. A sevillai székesegyház a világ legnagyobb gótikus temploma.

## Fekvése
Spanyolország déli részén, a Guadalquivir folyó partján fekszik. Noha szűk és kanyargós utcái vannak, mór építő művészetre emlékeztető házaival, műemlékeivel, gyönyörű kertjeivel egyike Spanyolország legérdekesebb városainak.

## Éghajlat

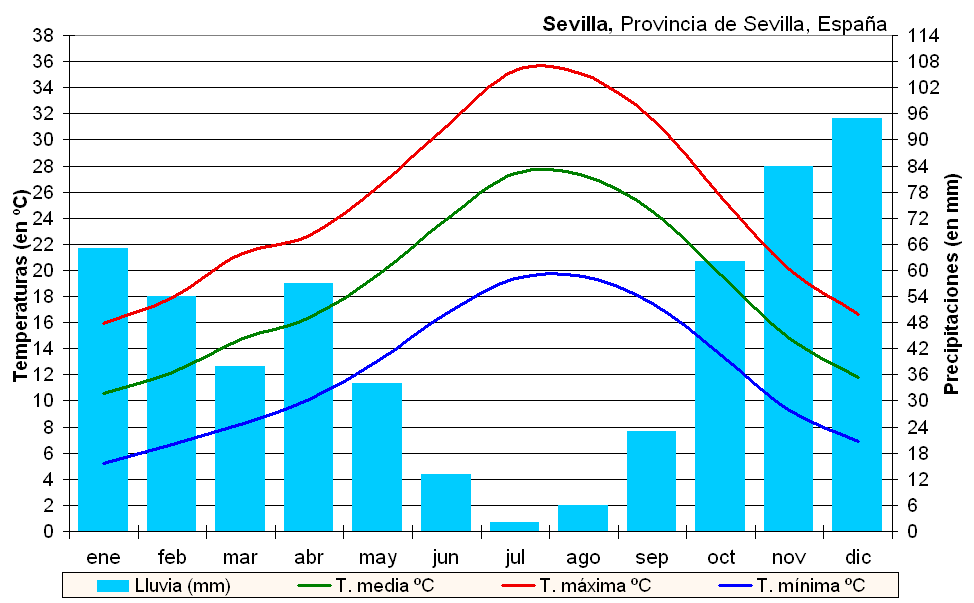
A város klímája

Sevilla éghajlata mediterrán jellegű, némi kontinentális behatással. Az évi átlaghőmérséklet 19 °C körül alakul, ezáltal Európa egyik legmelegebb városának tekinthetjük. 
A telek enyhék, ami azt jelenti hogy a télen mért átlagos napi maximum hőmérséklet 15,9 °C, nyáron pedig 35,3 °C.
Az évi csapadékmennyiség 534 mm (október és április között leginkább). A legcsapadékosabb hónap december, amikor is átlagosan 95 mm csapadék hullik. A napsütéses órák száma közel 3000 óra egy évben.
| Hónap                                   | Jan. | Feb. | Már. | Ápr. | Máj. | Jún. | Júl. | Aug. | Szep. | Okt. | Nov. | Dec. | Év   |
| --------------------------------------- | ---- | ---- | ---- | ---- | ---- | ---- | ---- | ---- | ----- | ---- | ---- | ---- | ---- |
| Rekord max. hőmérséklet (°C)            | 24,2 | 28,0 | 32,9 | 35,4 | 41,0 | 45,2 | 46,6 | 47,2 | 44,8  | 36,6 | 31,2 | 25,5 | 47,2 |
| Átlagos max. hőmérséklet (°C)           | 16,2 | 18,1 | 21,9 | 23,4 | 27,2 | 32,2 | 36,0 | 35,5 | 31,7  | 26,0 | 20,2 | 16,6 | 25,5 |
| Átlaghőmérséklet (°C)                   | 11,0 | 12,5 | 15,6 | 17,3 | 20,7 | 25,1 | 28,2 | 27,9 | 25,0  | 20,2 | 15,1 | 11,9 | 19,2 |
| Átlagos min. hőmérséklet (°C)           | 5,7  | 7,0  | 9,2  | 11,1 | 14,2 | 18,0 | 20,3 | 20,4 | 18,2  | 14,4 | 10,0 | 7,3  | 13,0 |
| Rekord min. hőmérséklet (°C)            | −4,4 | −5,5 | −2,0 | 1,0  | 4,0  | 8,4  | 11,4 | 12,0 | 8,6   | 2,0  | −1,4 | −4,8 | −5,5 |
| Átl. csapadékmennyiség (mm)             | 66   | 50   | 36   | 54   | 31   | 10   | 2    | 5    | 27    | 68   | 91   | 99   | 539  |
| Havi napsütéses órák száma              | 183  | 189  | 220  | 238  | 293  | 317  | 354  | 328  | 244   | 217  | 181  | 154  | 2918 |
| Forrás: Agencia Estatal de Meteorología |      |      |      |      |      |      |      |      |       |      |      |      |      |

## Népesség
A Spanyol Statisztikai Hivatal által közzétett 2011-es népszámlálás szerint Sevilla városnak 703 ezer lakosa van, míg a nagyvárosi területnek 1,5 millió.
A város lakosságának változását az alábbi diagram mutatja:
| Lakosok száma | 100 498 | 148 315 | 312 123 | 653 833 | 704 203 | 699 759 | 702 355 | 690 566 | 691 395 | 687 488 |
|               | 1842    | 1900    | 1940    | 1981    | 2004    | 2008    | 2012    | 2016    | 2020    | 2024    |

## Közigazgatás

Sevilla kerületei

Sevilla közigazgatásilag 11 kerületre van bontva, amelyek további 108 területre osztottak.
- Casco Antiguo
- Distrito Sur
- Triana
- Macarena
- Nervión
- Los Remedios
- Este-Alcosa-Torreblanca
- Cerro-Amate
- Bellavista-La Palmera
- San Pablo-Santa Justa

## Története
Sevilla, az ókori Hispalis, a monda szerint Héraklésznek köszöni alapítását; a rómaiak idejében már tekintélyes hely volt; Julius Caesar korában Julia Romula néven római gyarmattá lett.
A vandálok és nyugati gótok uralma alatt a déli területek fővárosául tekintették. 590-ben és 619-ben zsinatokat tartottak itt. 712-ben az arabok hatalmába került, akik Isbilijahnak hivták és Andalusz legvirágzóbb városává tették 400 000 lakossal. 844-ben a normannok fölhajóztak a Guadalquiviren, a város falai alatt II. Abd-er-Rhaman hadait leverték és a várost kegyetlenül elpusztították.
1026-tól a Beni-Abadról elnevezett mór királyságnak volt fővárosa. 1091-ben az almorávidák, 1147-ben az almohádok kerítették hatalmukba. 1248. november 22-én, 18 havi ostrom után III. Ferdinánd foglalta el; ekkor mintegy 300 000 ember vándorolt ki innen.
A 16. század alatt, a város átesett egy nagy fejlődésen és átalakuláson, felépült néhány fontosabb épület a történelmi középpontból. Végül a város egy multikulturális központ lett, amely segítette a virágzó művészetet, ez fontos szerepet játszott a Spanyol Aranykorban.
Még a 17. században is lakóinak száma 130 000-re rúgott, ők legfőképpen selyemszövéssel és egyéb iparágakkal foglalkoztak. 1501-1726 között az Amerikával való kereskedelem kizárólagos birtokosa volt. Mikor  a kereskedelmet Spanyolország déli részén mindinkább Cádiz ragadta magához, Sevilla ipara is hanyatlásnak indult.
1808-ban itt alakult meg a franciák ellen a központi junta. 1823-ban a cortes menekült Madridból Sevillába. 1843. július 20-25. között Espartero bombáztatta le. 1992-ben világkiállítás színhelye. A nagy sikerű magyar pavilont Makovecz Imre tervezte (miután a tervpályázat eredeti győztes tervét mellőzték).

## Látnivalói

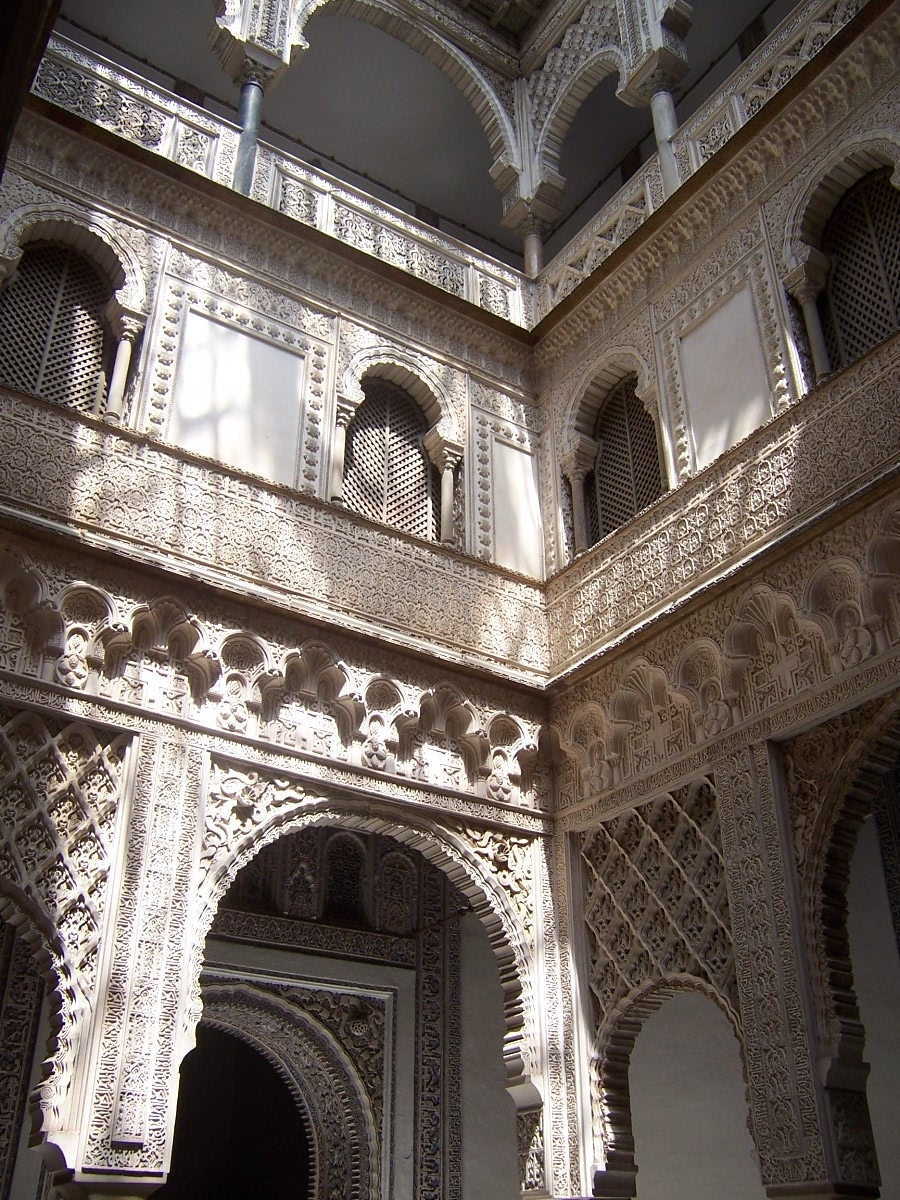
Az Alcázar, bent

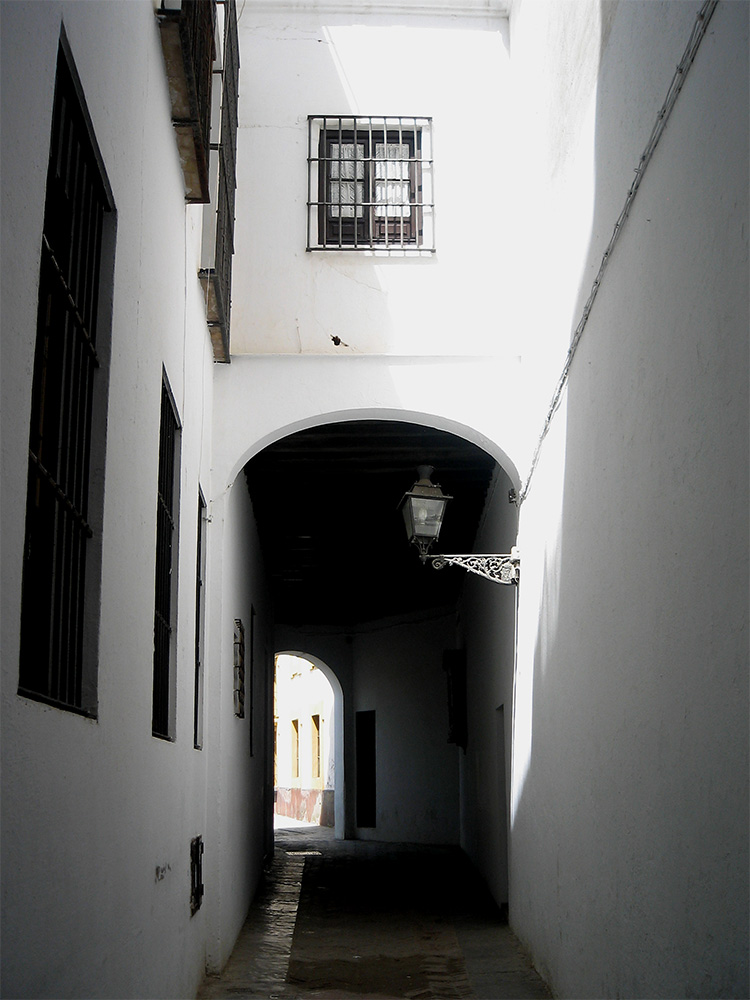
Santa Cruz negyed

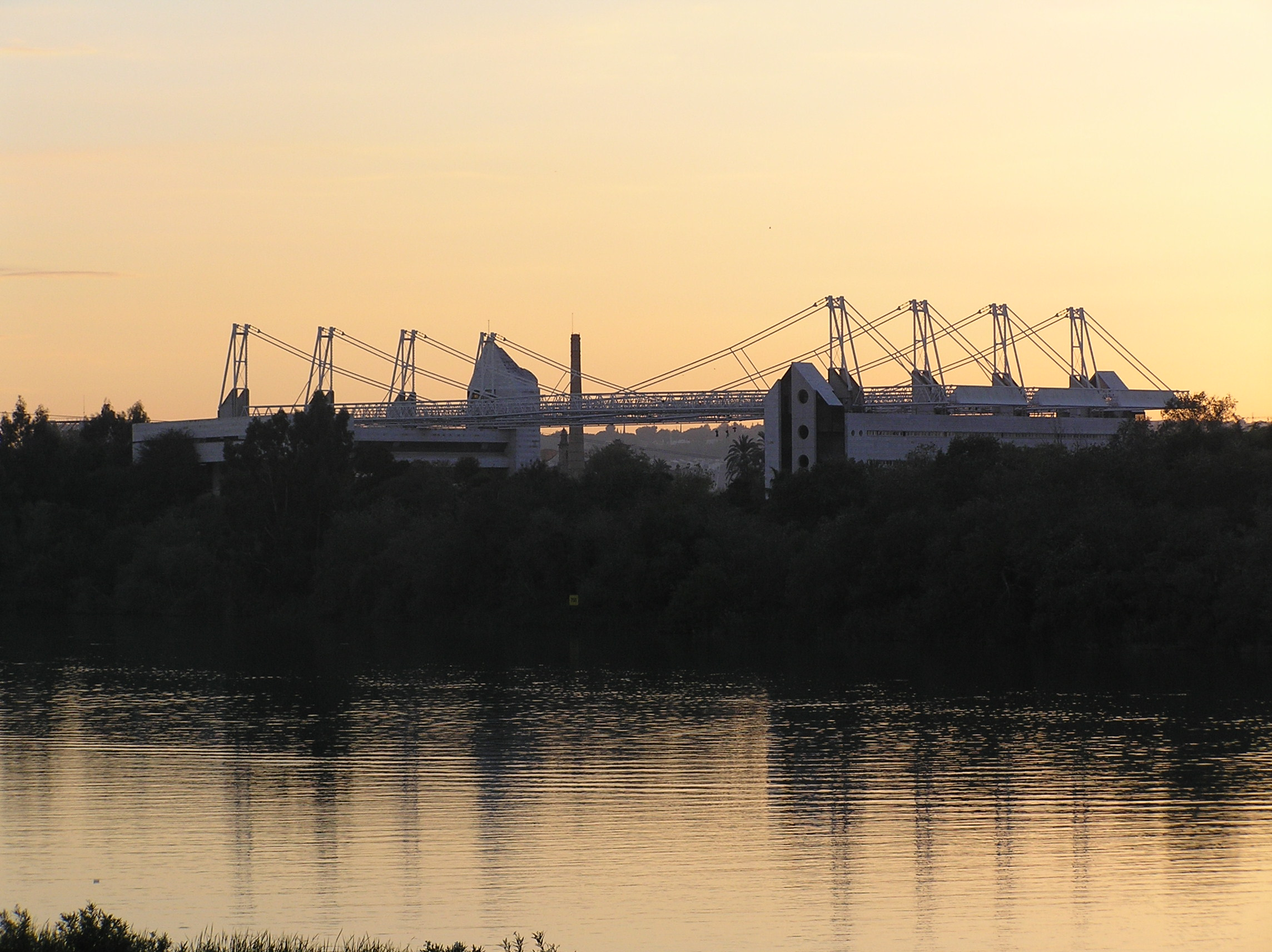
A La Cartuja auditóriuma

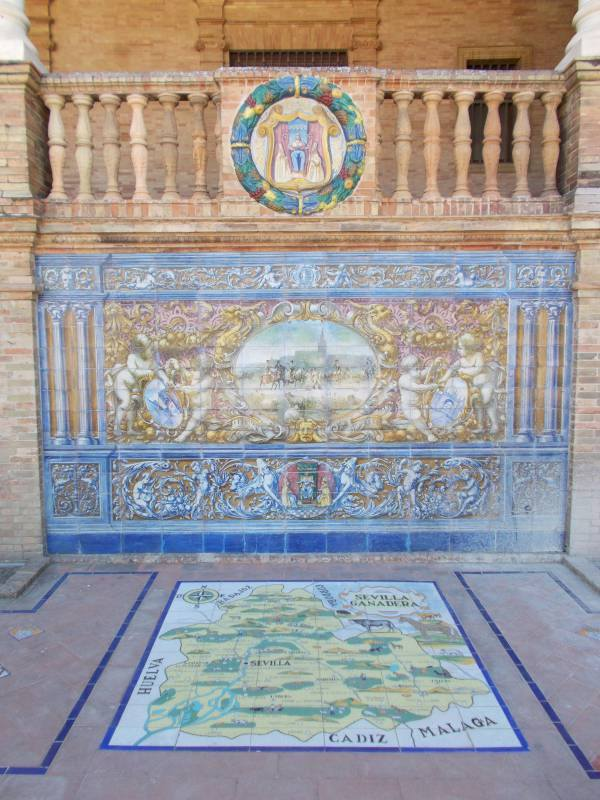
A Plaza España

### Épületek, emlékművek, parkok
- Andalúz Parlament (Parlamento Andaluz)
- Macarena-kapu (Puerta Macarena)
- Macarena-bazilika (Basílica de la Macarena)
- Szent Egyed-templom (Iglesia de San Gil)
- Szent Kelemen-kolostor (Convento de San Clemente)
- Szent Klára-kolostor (Convento de Santa Clara)
- Szent Lőrinc és a Mindenható Krisztus-templom (Iglesia de San Lorenzo y Jesús del Gran Poder)
- Hercules oszlopai (Los Hercules)
- Mindenszentek-templom (Iglesia de Omnium Sanctorum)
- Szent Marina-templom (Iglesia de Santa Marina)
- Szent Lajos-templom  (Iglesia de San Luis)
- Szent Paula-kolostor (Convento de Santa Paula)
- Szent Erzsébet-templom (Iglesia de Santa Isabel)
- Szent Márk-templom (Iglesia de San Marcos)
- Hölgyek palotája (Casa de las Duenas)
- Szent Katalin-templom (Iglesia de Santa Catalina)
- Szent Péter-templom (Iglesia de San Pedro)
- Régi Egyetem (Universidad Vieja)
- Angyali üdvözlet templom és a Sevillai Kiválóságok Panteonja (Iglesia de la Anunción de los Sevillanos Illustres)
- Szent Vince-templom (Iglesia de San Vicente)
- Mária Magdolna-templom (Iglesia de Magdalena)
- Szent József-kápolna (Capilla de San José)
- Városháza (Ayuntamiento)
- Megváltó-templom (Iglesia de San Salvador)
- Pilátus háza (Casa de los Pilatos)
- Szent István-templom (Iglesia de San Esteban)
- Római vízvezeték romjai (Ruinas Acueducto)
- Szent Miklós-templom (Iglesia de San Nicolás)
- A székesegyház és a Giralda (Catedral y la Giralda)
- Érseki palota (Palacio Arzobispal)
- Királyi palota (Alcázar)
- A Tiszteletre méltó papok kórháza és temploma (Hospital e Iglesia de los Venerables Sacerdotes)
- Újvilági levéltár (Archivo General de Indias)
- Királyi fegyverraktár (Real Maestranza de Artillería)
- Aranytorony (Torre del Oro)
- Maestranza Aréna (Plaza de Toros): a legjellegzetesebbnek tartott aréna az országban
- II. Izabella-híd (Puente de Isabel II)
- Szent Anna-templom (Iglesia de Santa Ana)
- Szent Thelmusz-palota (Palacio de San Telmo)
- Egyetem (Universidad)
- Kolumbusz-emlékmű (Monumento a Colón)
- Kolumbusz tojása (óriásszobor)
- Fehér Szűz Mária-templom (Iglesia de Santa María la Blanca)
- Szent Kereszt-templom (Iglesia de Santa Cruz)
- Szent Bernát-templom (Iglesia de San Bernardo)
- Lope de Vega Színház (Teatro Lope de Vega)
- Mária Lujza-park (Parque María Luisa)
- Királyi Pavilon (Pabellón Real)
- Metropol Parasol, a világ egyik legnagyobb faszerkezetű építménye az Encarnación téren
- Torre Sevilla, a több mint 180 méteres felhőkarcoló a város legmagasabb épülete[2]

### Múzeumok, kiállítások
- Szépművészeti Múzeum (Museo de Bellas Artes)
- Népművészeti Múzeum (Museo de Artes y Costumbres Populares)
- Murillo Múzeum (Casa de Murillo): Murillo egykori háza volt
- Régészeti Múzeum (Museo Arqueológico)
- Expo ′92, az 1992-es világkiállítás helyszíne, ahol bemutatták az István, a király című magyar rockoperát is. A világkiállításra épült Plaza de Españán forgatták a Csillagok Háborúja egyik jelenetét.

## Felsőoktatás
Sevilla egyetemei:
- Universidad de Sevilla – Sevillai Egyetem
- Pablo de Olavide Egyetem

## Kultúra

### Színházak
A város legnagyobb és legjelentősebb színháza, a neobarokk-eklektikus stílusban épület Teatro Lope de Vega, amely 4600 négyzetméteres és 1100 nézőt képes befogadni. Színházi előadások mellett koncertek, dzsessz,  flamenco estek, operaelőadások kerülnek megrendezésre a színházban.
Jelentős színházak még a Teatro de la Maestranza, Auditorio Rocío Jurado és a Teatro Central.

### Fesztiválok

#### Bienal de Flamenco
A város rendezi meg kétévente a Bienal nevű flamenco fesztivált, amely a világ egyik legjelentősebb flamenco fesztiváljaként van számon tartva.

#### Velá de Santiago y Santa Ana
A város Triana negyedében megrendezett szabadtéri nyári fesztivál, sport műsorokkal, előadásokkal, kulturális műsorokkal, amivel Szent Annának és Szent Jakab tiszteletére tartanak.

#### Sevilla-i Nagyhét
Spanyolországban és Latin-Amerikában nagyhéthez számos ünnepség és fesztivál is kapcsolódik, ezek között a sevillai nagyhét kiemelkedő jelentőségű. A nagyhét fénypontja, a körmenet, aminek keretében Szűz Mária és Jézus Krisztus szobrait hordozzák végig a különböző vallásos testvériségek.

## Gazdaság
A városban állítják össze a Renault autókat. Sevilla Spanyolország tengeri kereskedelmének egyik fontos kapuja. A szárazföld belsejében fekvő várost a XIII. Alfonz-csatorna köti össze az Atlanti-óceánnal. A kikötő forgalmának nagy részét a város nehézipari vállalatainak részére beszállított ércek és szén, illetve kőolaj alkotják.

## Közlekedés

### Buszok
A városban a TUSSAM vállalat üzemelteti a buszjáratokat. A város két legfőbb buszpályaudvara a Plaza de Armas és a Prado de San Sebastián buszpályaudvar. A Plaza de Armasi terminálról a buszok számos spanyol városba és Lisszabonba mennek. A Prado de San Sebastianon található terminálról elsősorban Andalúzia más tartományi központjaiba: Almeríába, Malagaba, Cadízba, Huelvába, Jaénbe mennek közvetlen buszok.

### Metró
A sevillai metró, egyetlen vonalból áll, 22 állomással. A város délkeleti részét köti össze a belvárossal és az egykori világkiállításra épült negyedet. A hálózat közvetlen átszállást biztosít a Prado de San Sebastiánon található buszpályaudvarra. Spanyolország sorban hatodik városa, ahol metróhálózat építésébe kezdtek.

### Vasút
A város főpályaudvar az Estación de Santa Justa, ahova a helyi érdekű vasútnak számító Cercanías vonalai mellett, az AVE vonatok is beérkeznek.

### Légi közlekedés
A város nemzetközi repülőtér, a San Pablo repülőtér, amely a Vueling és Ryanair légitársaságok egyik bázisrepülőtere is, 2017-ben évi több mint 5 millió utasa volt a repülőtérnek. A legforgalmasabb úticélnak Barcelona, Párizs, Madrid, Mallorca és London számítanak. A repülőtérről a Plaza de Armas buszpályaudvarra mennek a transzfer buszok.

## Sportélete
A városban két nagy labdarúgóklub működik: a Sevilla FC és a Real Betis. Előbbi otthona az Estadio Ramón Sánchez-Pizjuán, utóbbié a Benito Villamarín Stadion. A harmadik nagy sportlétesítmény Sevillában az Estadio de La Cartuja, ahol rendeztek többek között atlétikai világbajnokságot (1999-ben), UEFA-kupa-döntőt (2003-ban) és labdarúgó-Európa-bajnoki mérkőzéseket (2021-ben) is.

## Híres emberek

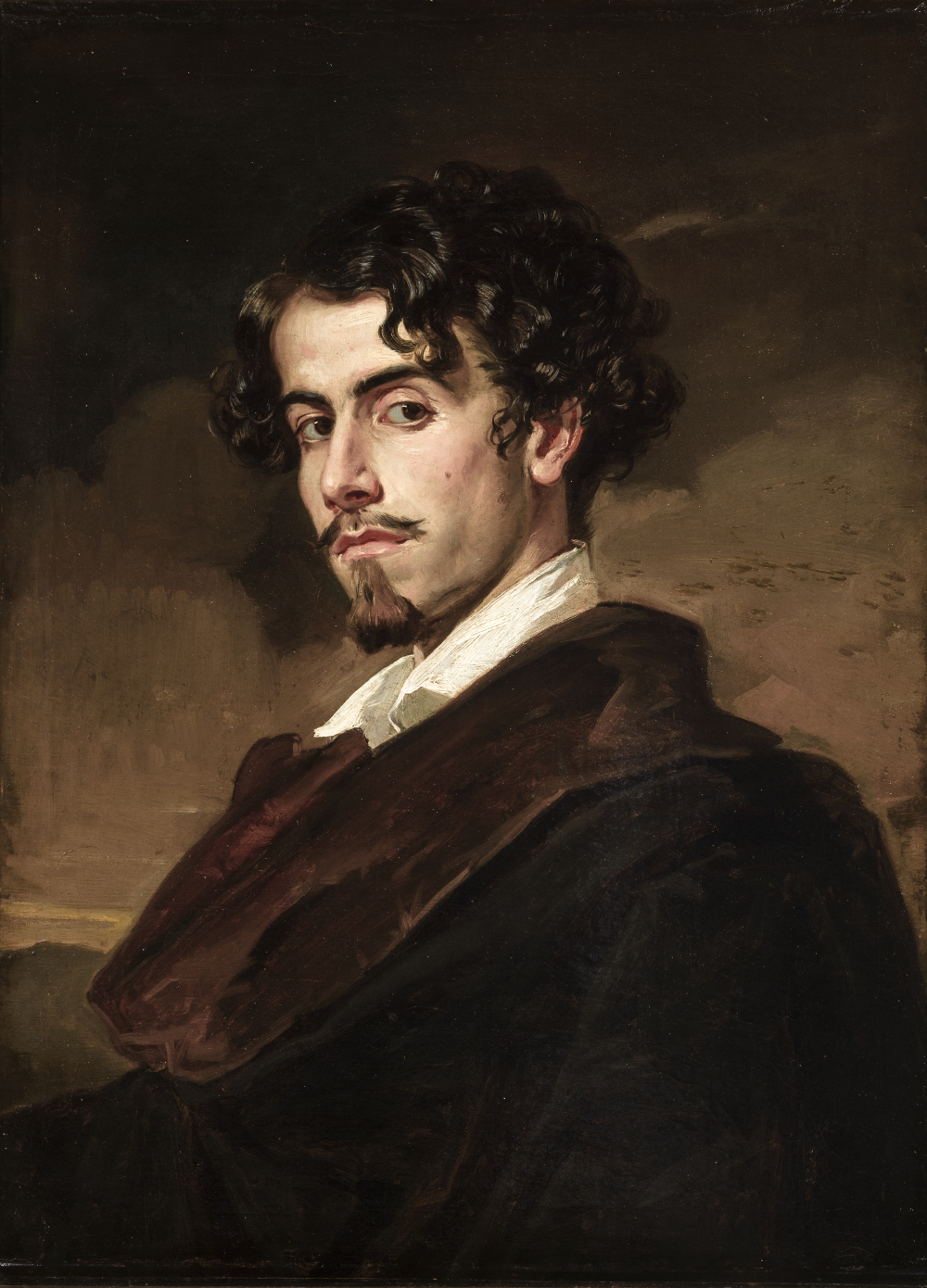
Gustavo Adolfo Bécquer

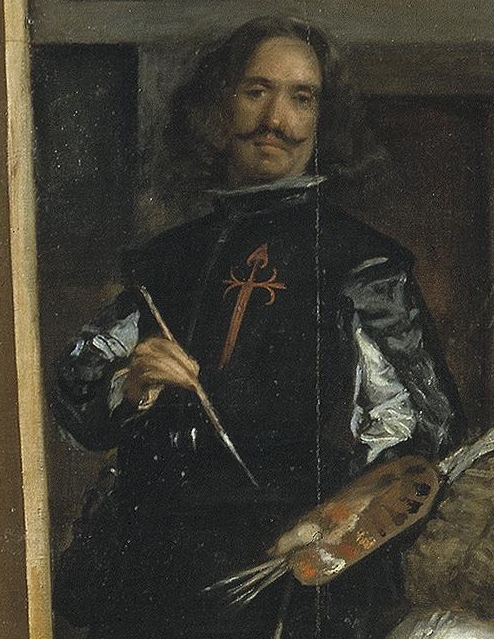
Diego Velazquez

### Festőművészek
- Diego Rodriguez de Silva y Velázquez
- Juan de Valdés Leal
- Bartolomé Esteban Murillo
- José Jiménez Aranda
- Domingo Gimeno Fuster
- José Luis Castrillo

### Írók, költők
- José María Blanco White, író
- Rodrigo Caro, író
- Mateo Alemán, író
- Lope de Rueda, dramaturg
- Gustavo Adolfo Bécquer, költő
- Francisco de Medrano, költő
- Vicente Aleixandre, költő
- Antonio Machado, költő
- Manuel Machado, költő
- Luis Cernuda, költő

### Zeneszerzők
- Francisco Guerrero(wd)
- Joaquín Turina(wd)

### Énekesek
- Remedios Amaya(wd)
- Estrellita Castro(wd)
- Isabel Pantoja
- La Niña de los Peines(wd)

### Politikusok, uralkodók, katonák
- Hadrianus római császár
- Traianus római császár
- Luis Daoiz
- Felipe González Márquez, spanyol miniszterelnök

### Tudósok
- Antonio de Nebrija, humanista, filólógus, latin tudományok
- Amerigo Vespucci (Firenze, 1451. március 9. – Sevilla, 1512. február 22.) olasz utazó, felfedező.

## Testvértelepülések
- Krakkó, Lengyelország
- Kansas City, USA
- Angers, Franciaország
- Columbus, USA
- Guadalajara, Mexikó
- Cartagena de Indias, Kolumbia
- Tifariti

## Képek

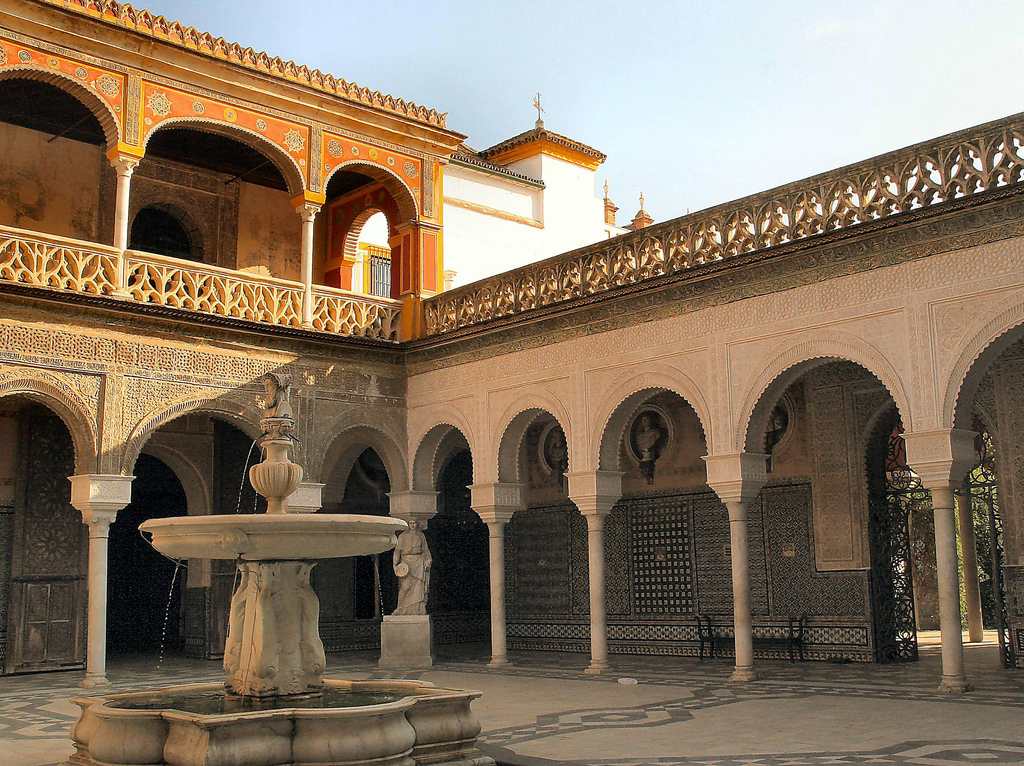
Casa de Pilatos
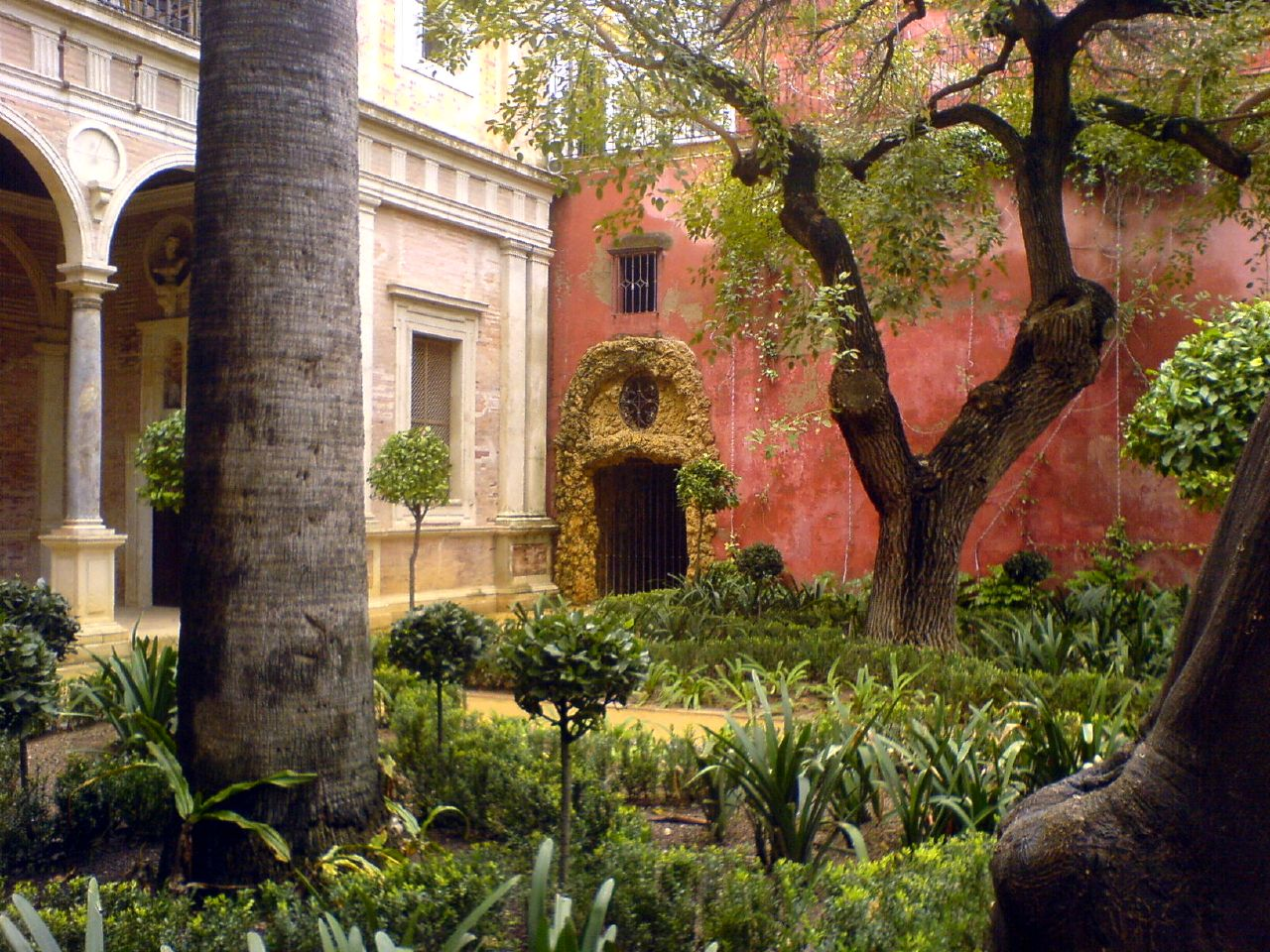
Casa de Pilatos kertje
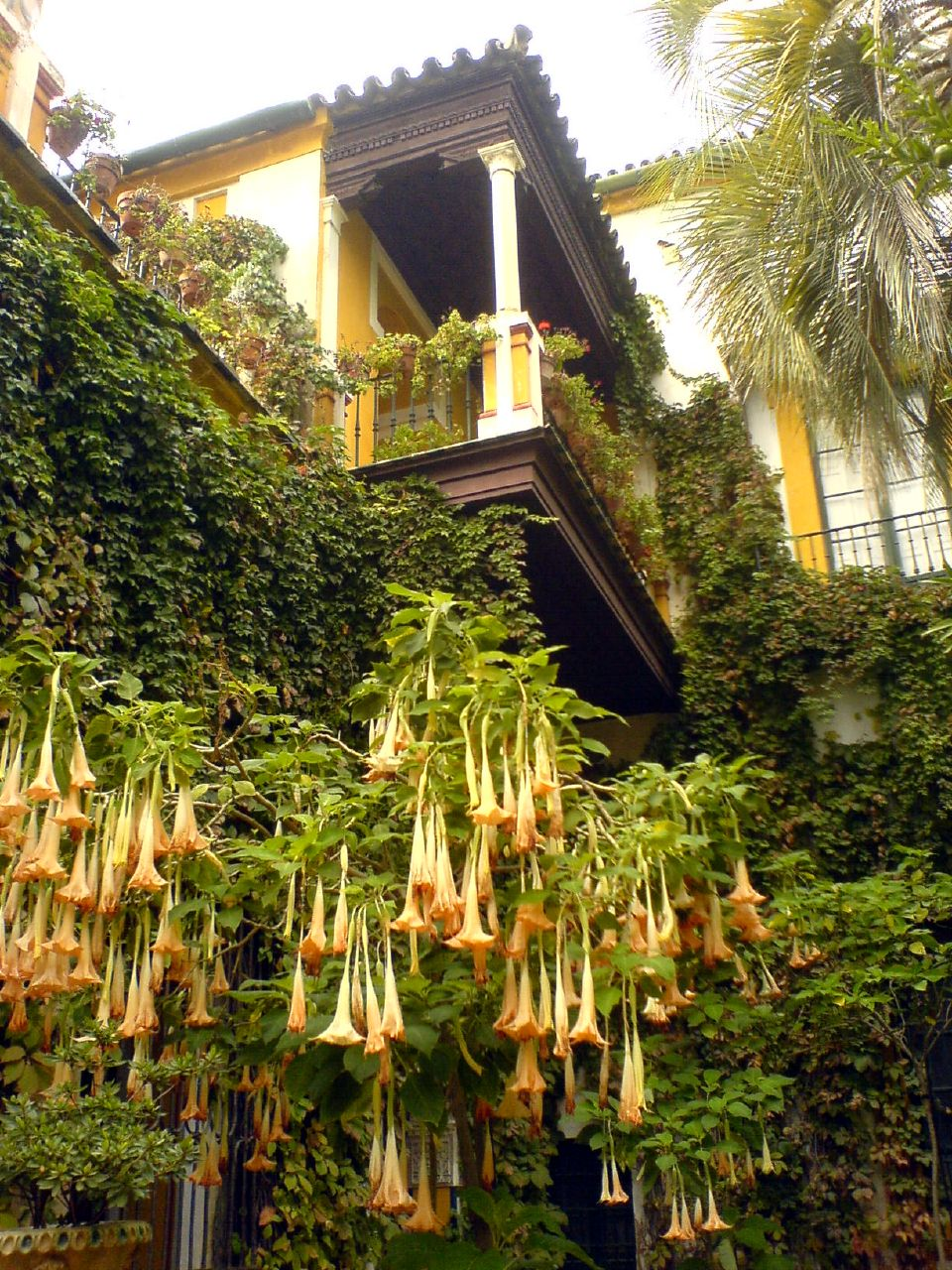
Casa de Pilatos kertje
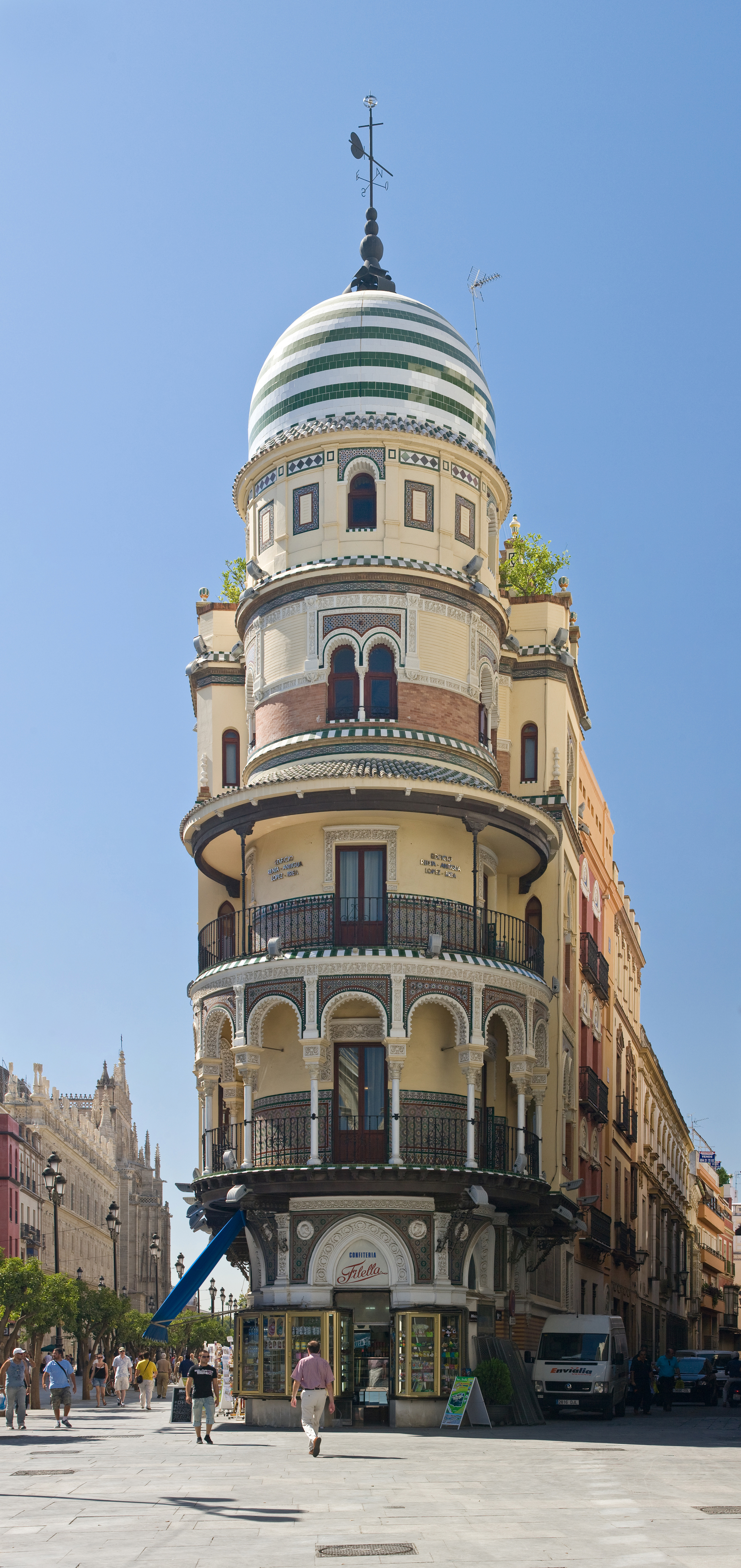
'Adriática'
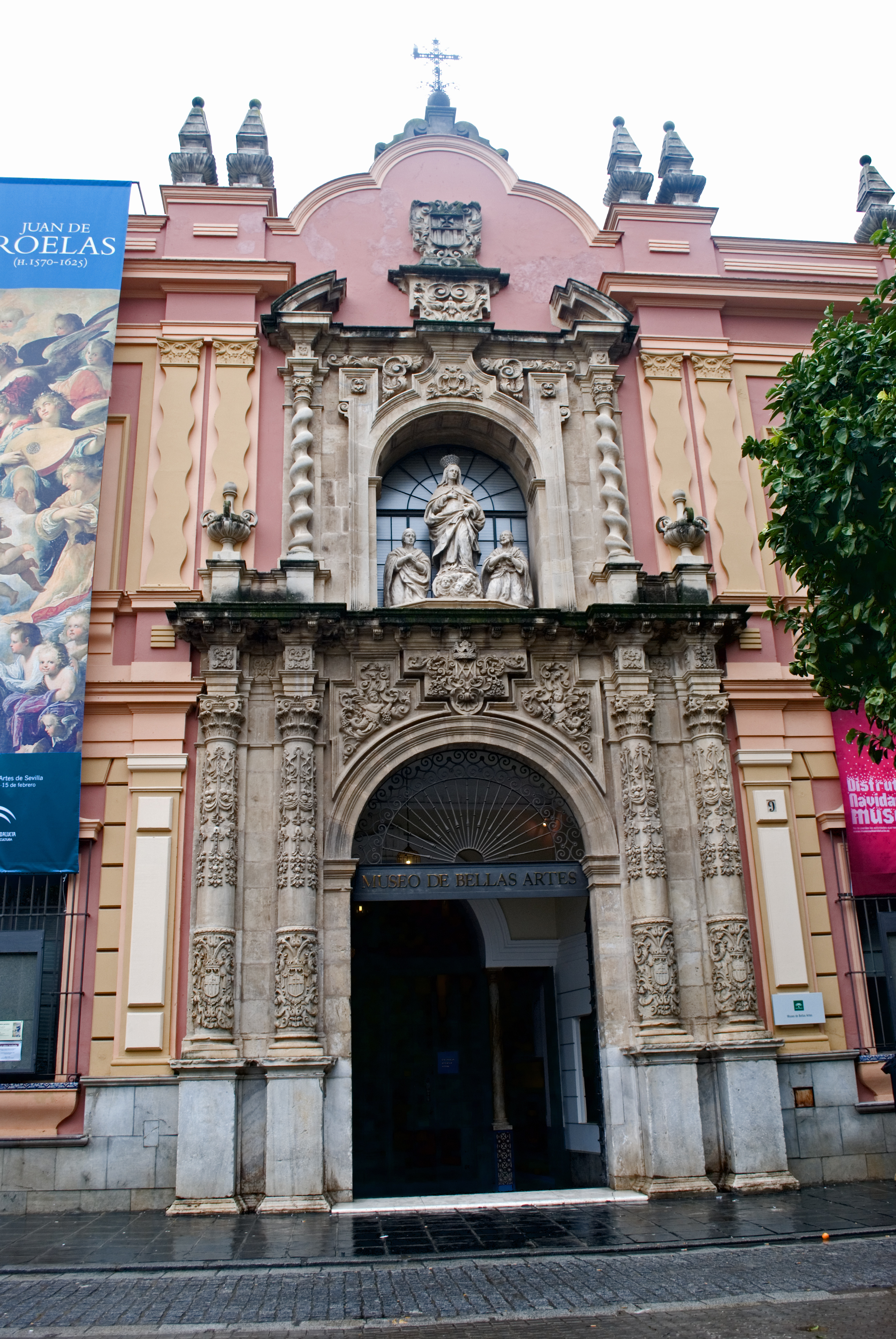
Szépművészeti Múzeum
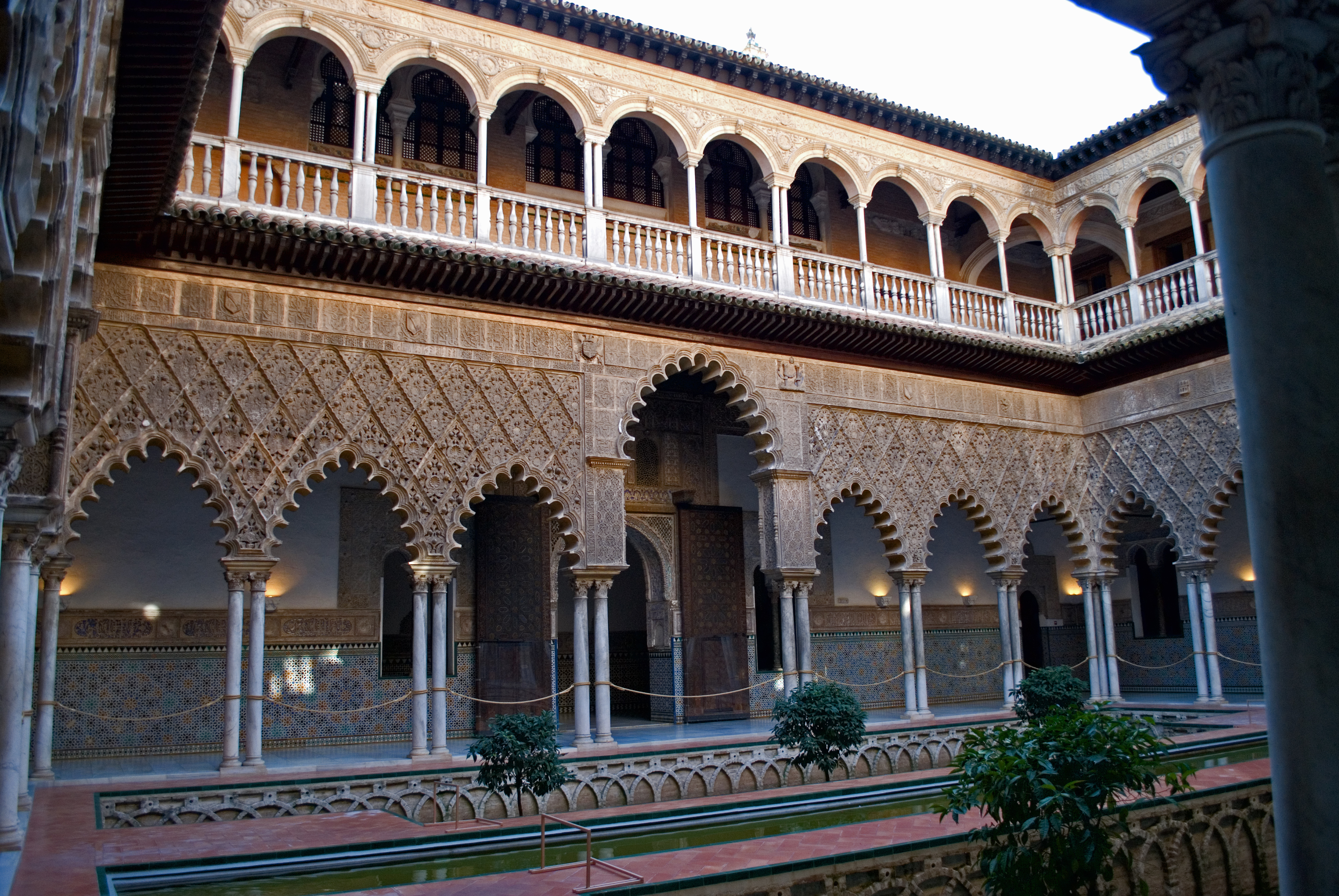
Alcázar
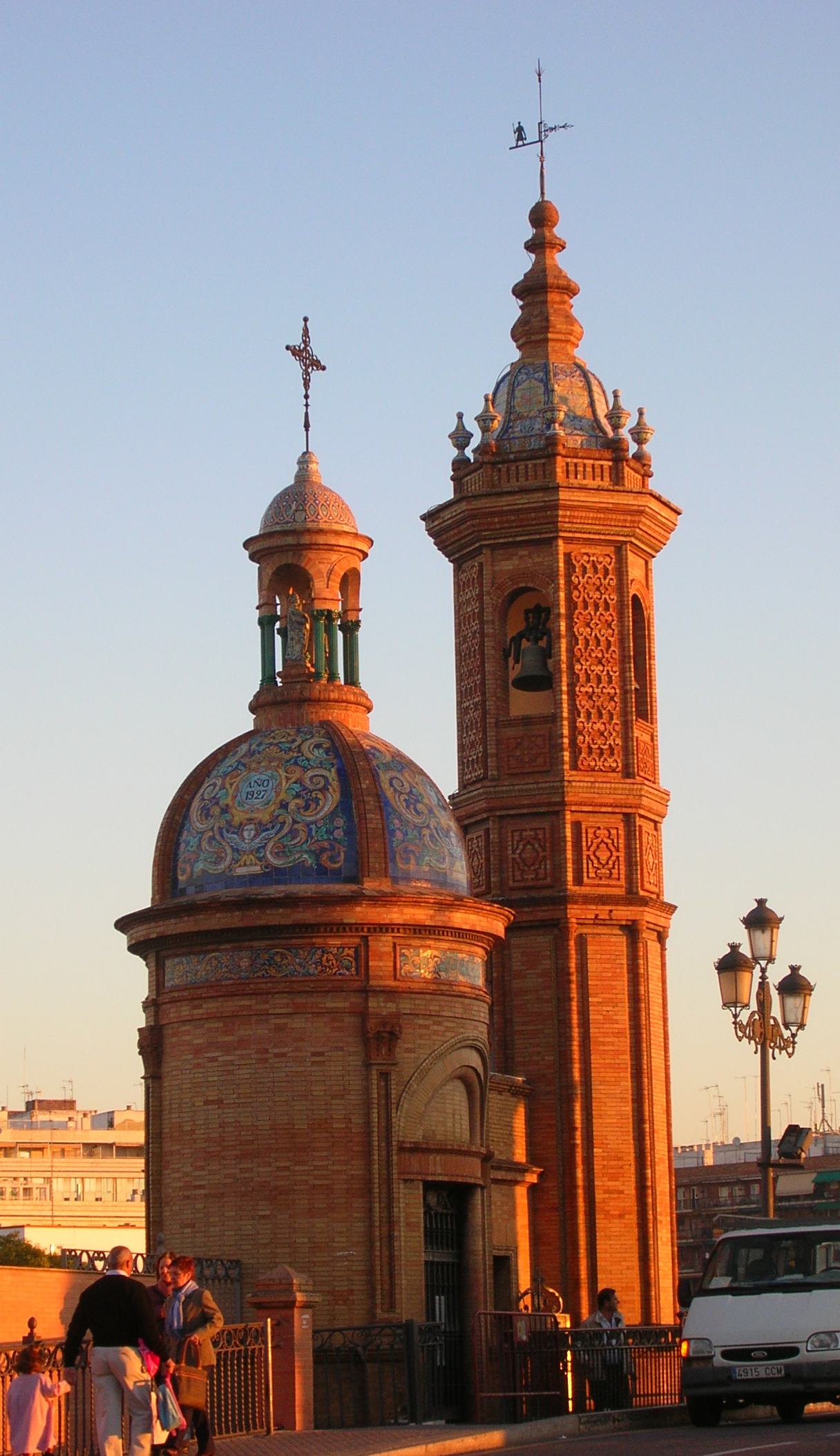
El Carmen
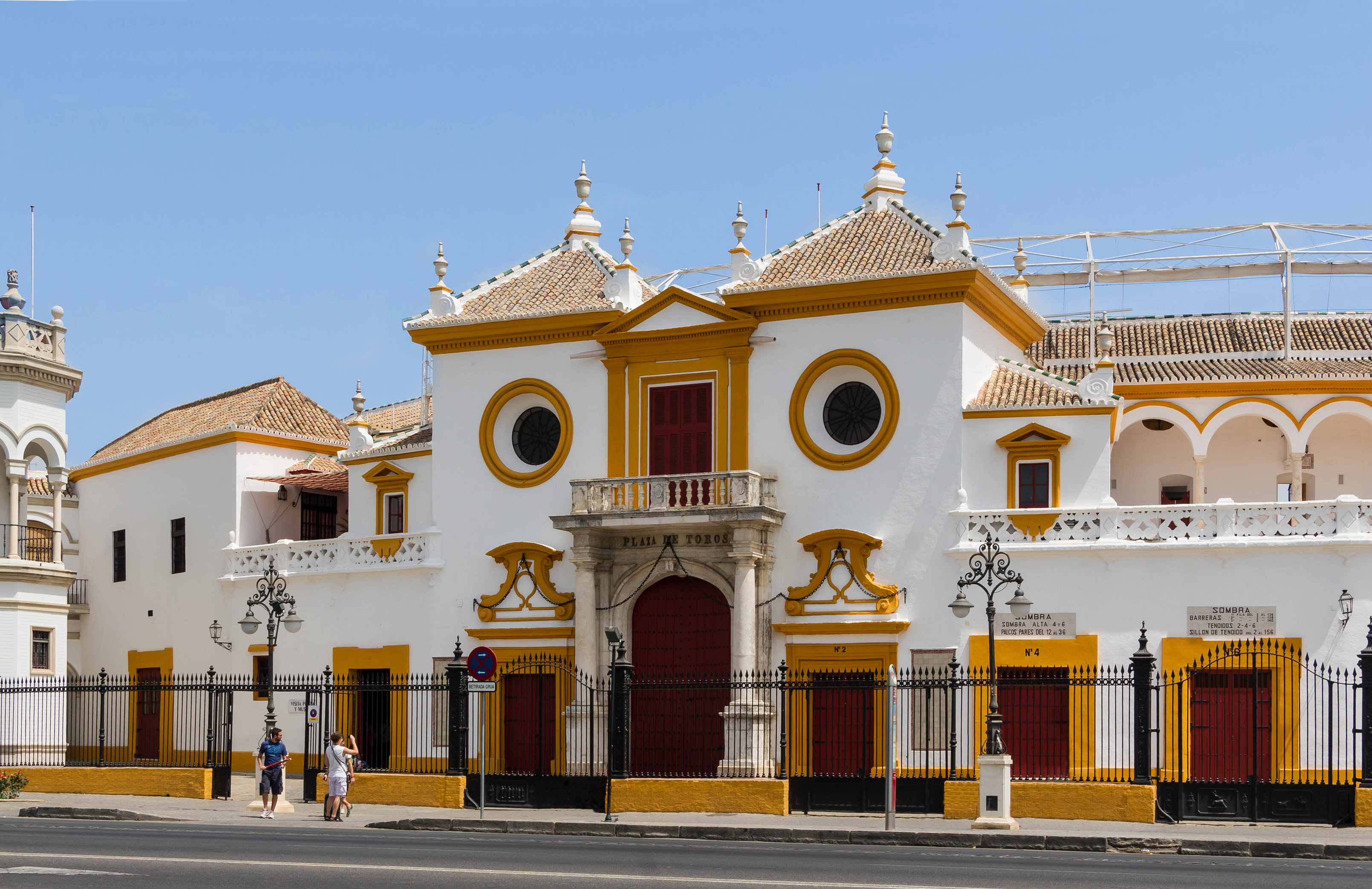
Plaza de Toros de la Real Maestranza
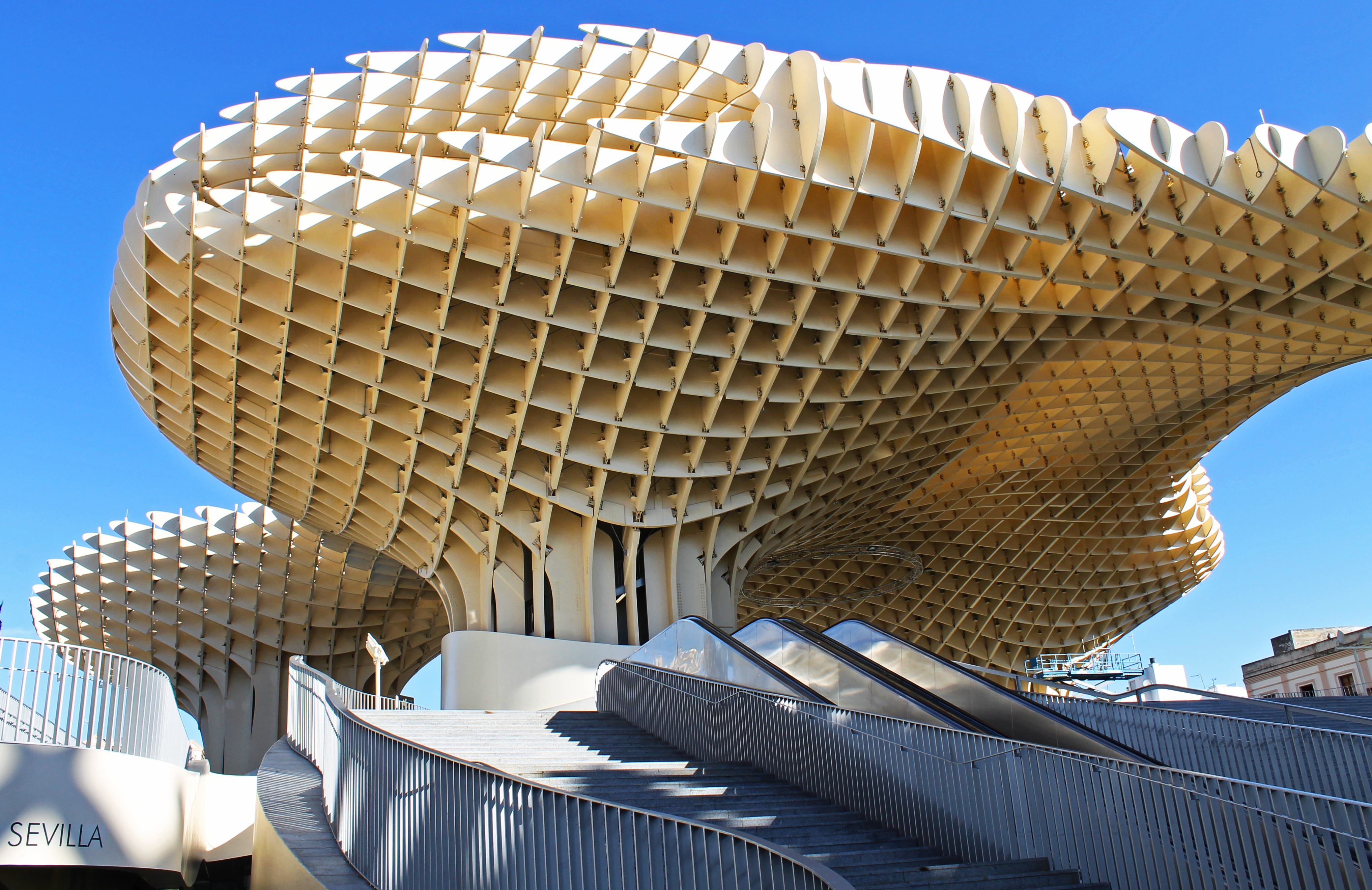
A Metropol Parasol
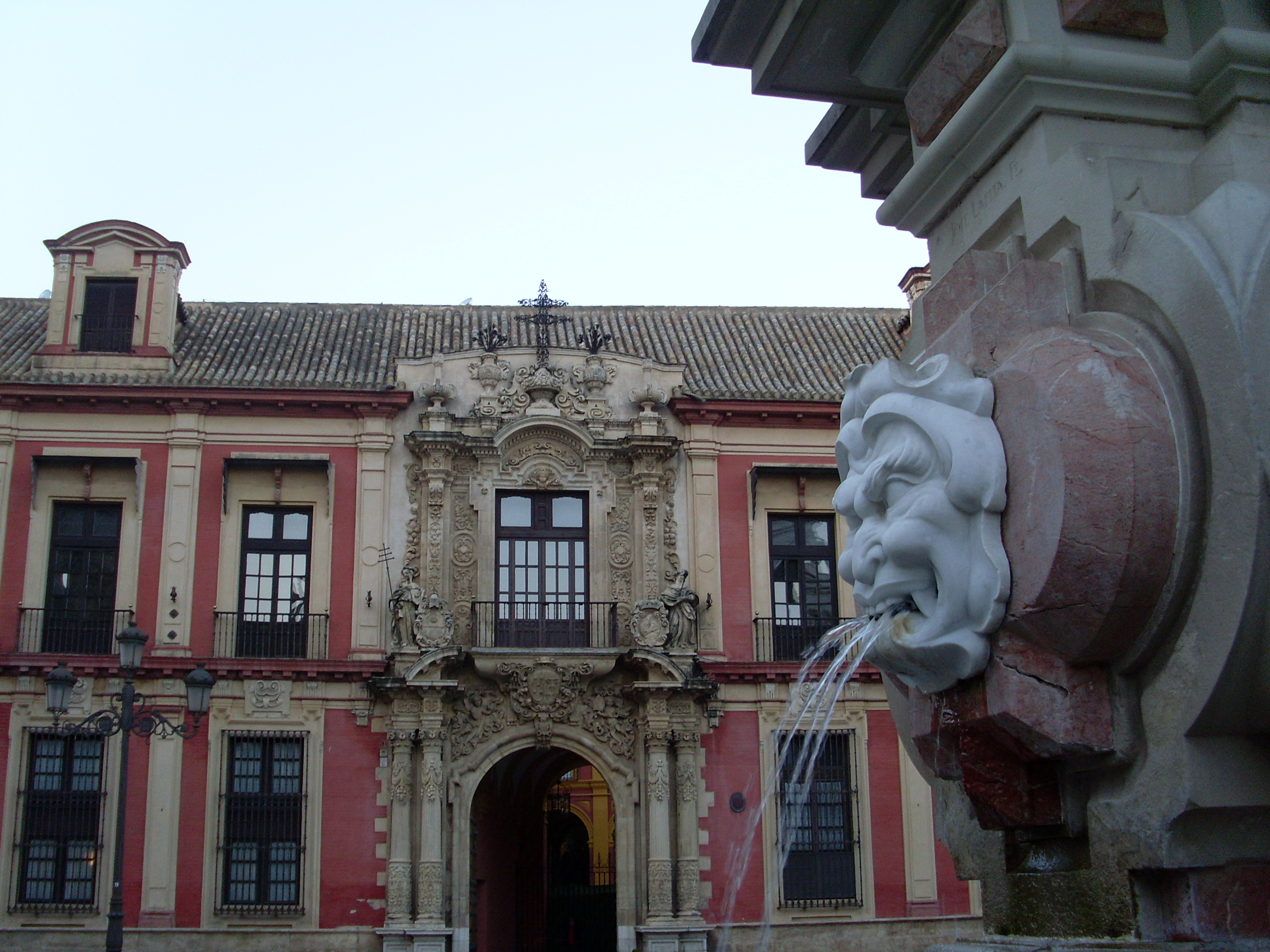
Püspöki palota
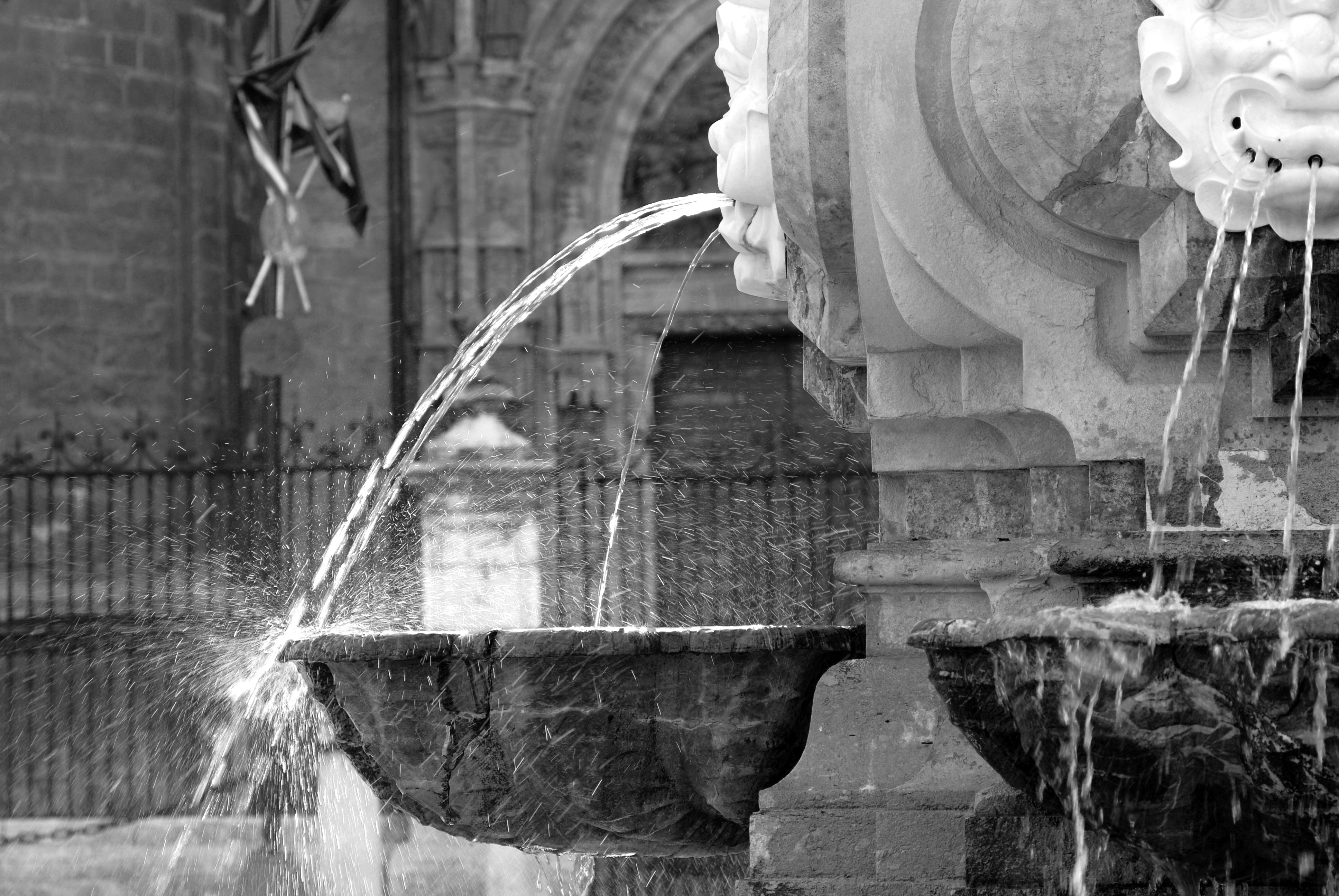
Szökőkút a Giralda előtt
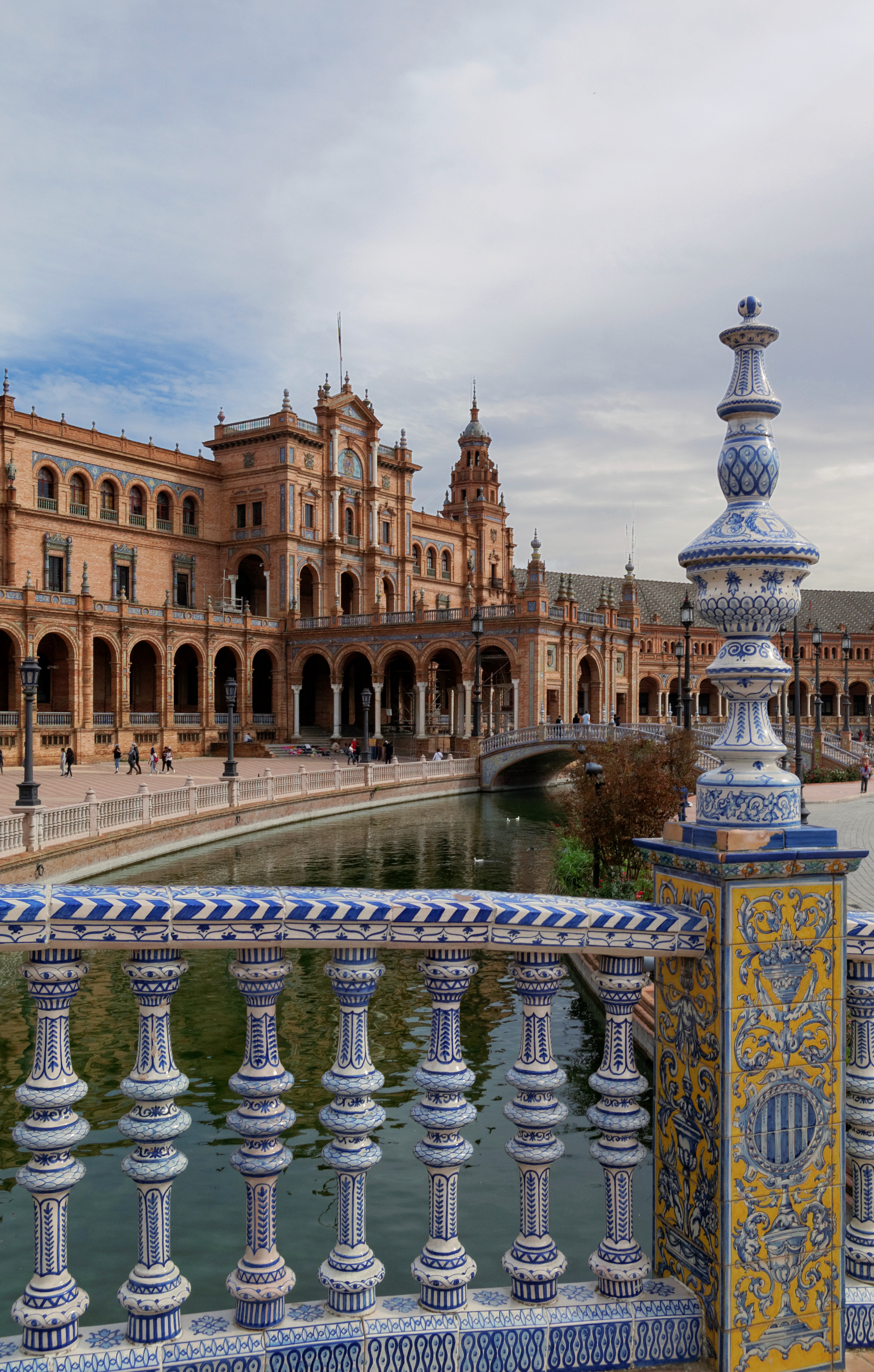
Plaza de España
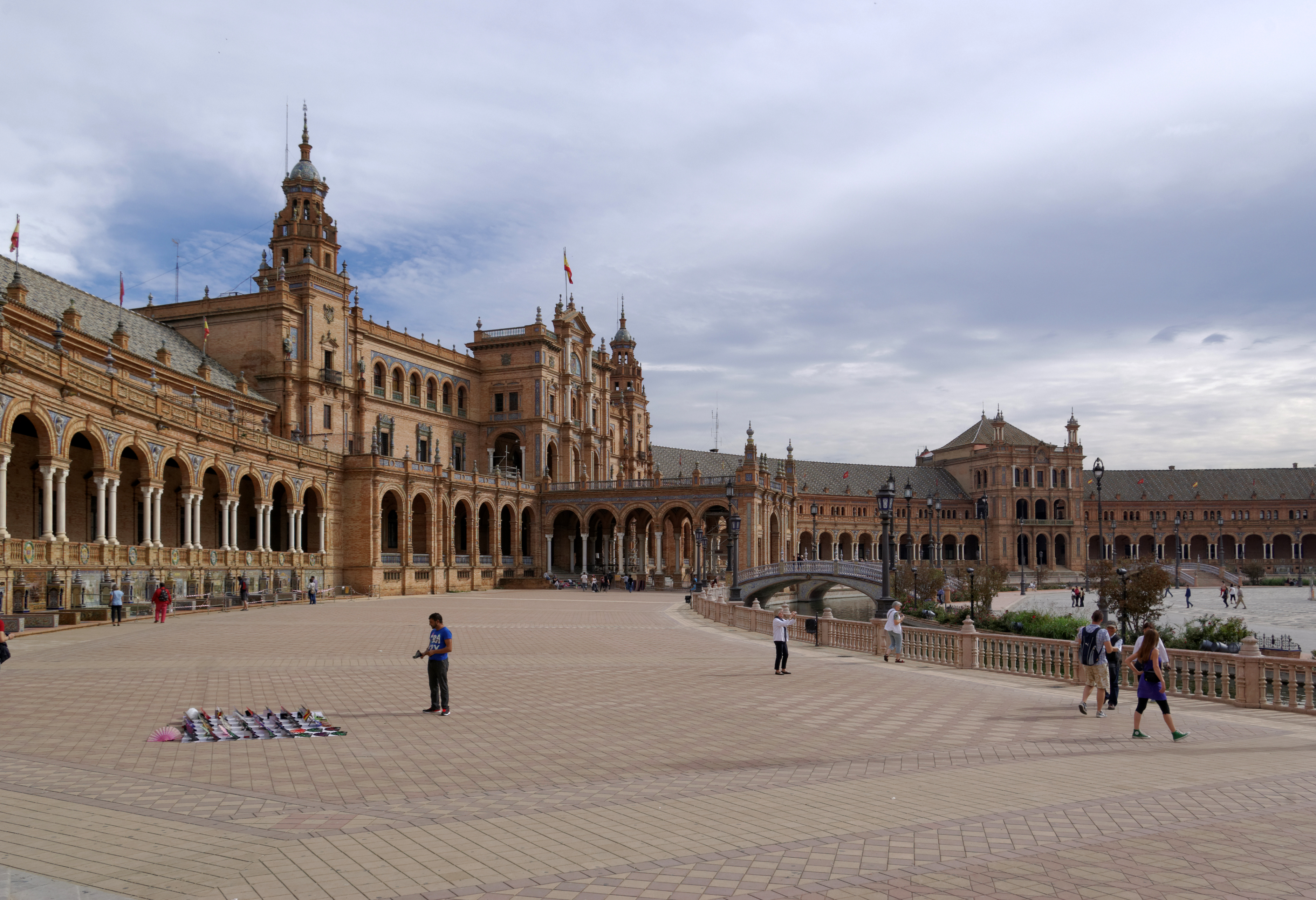
Plaza de España
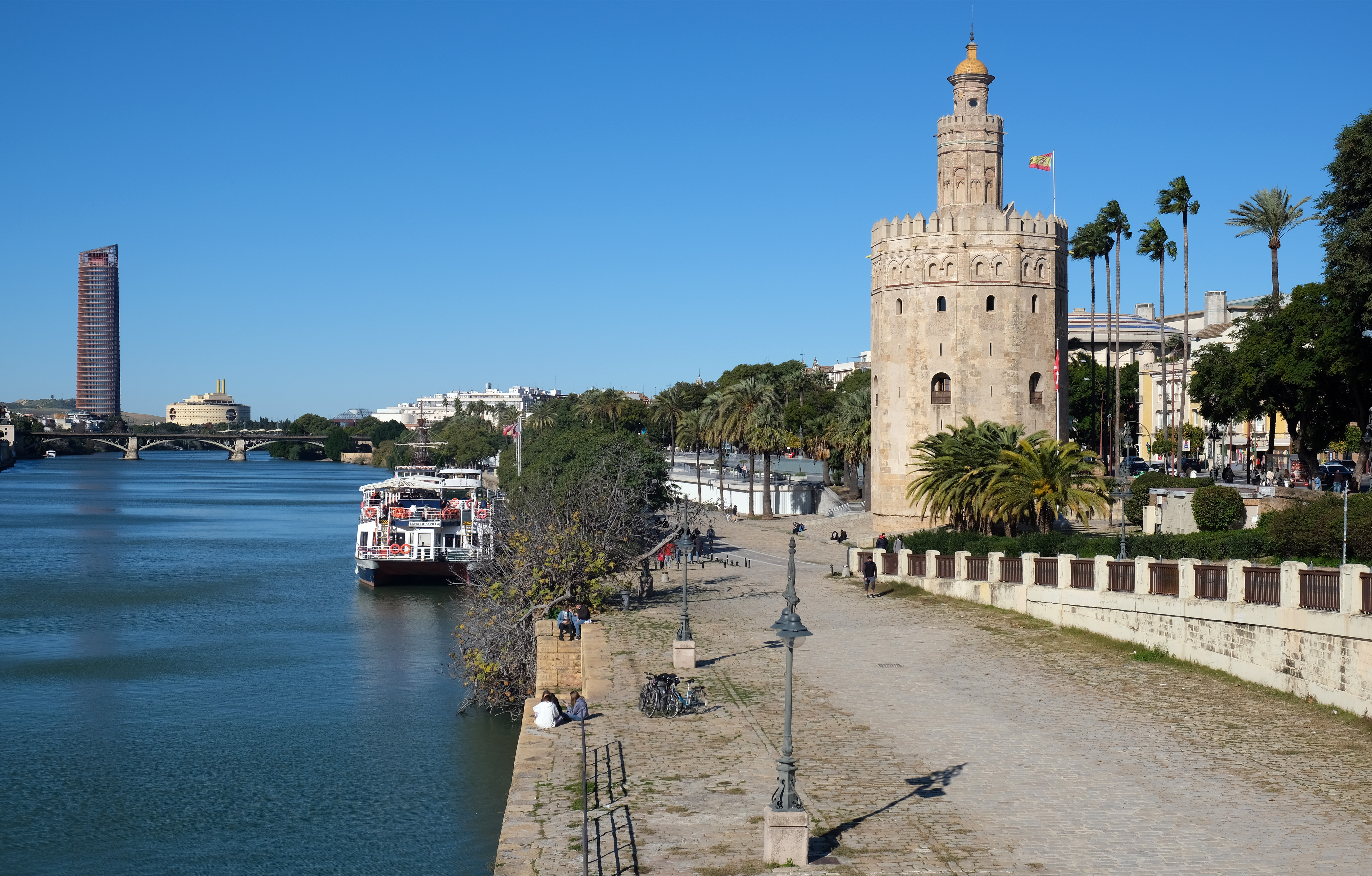
Guadalquivir-folyó
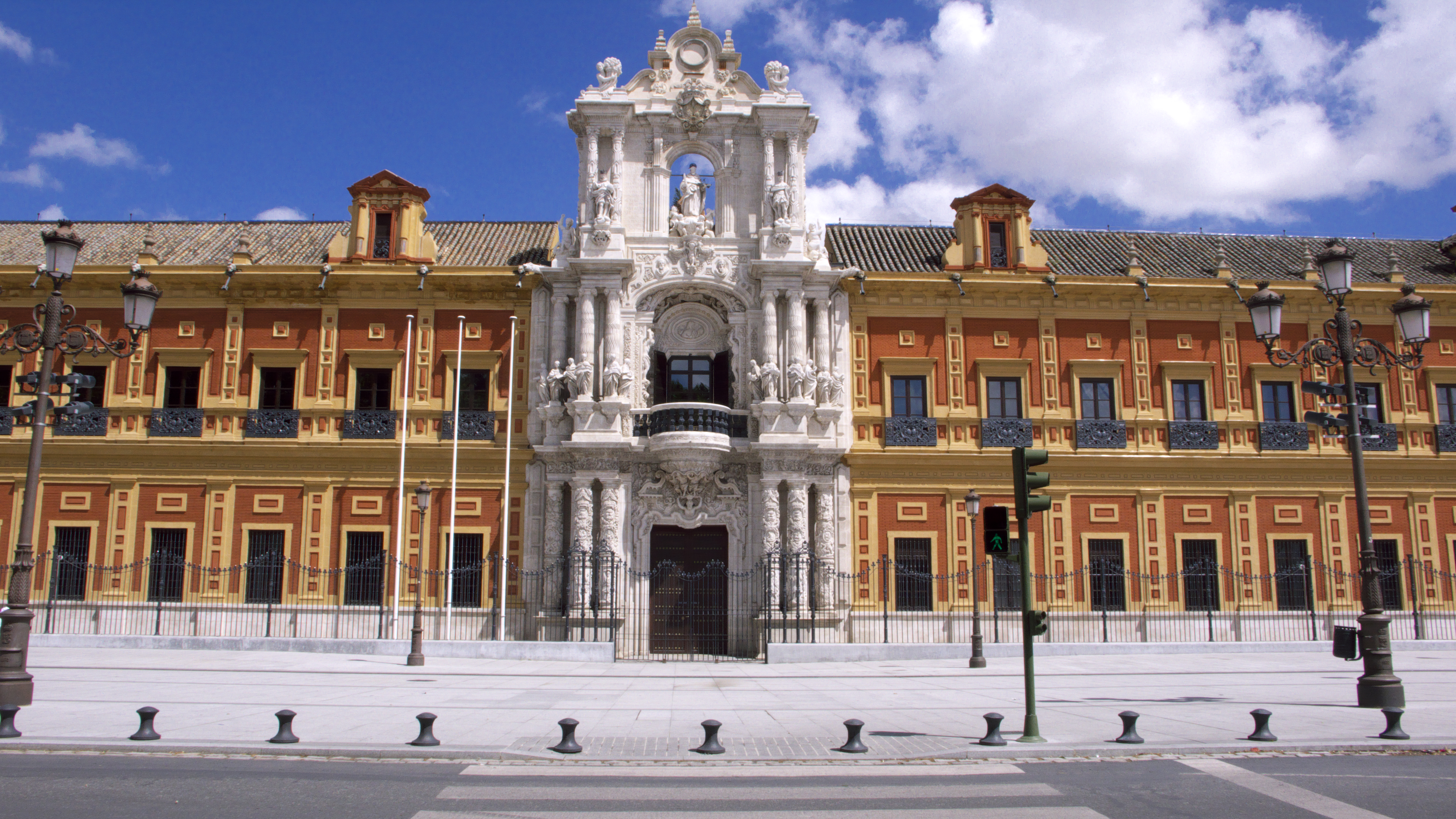
Palacio de San Telmo
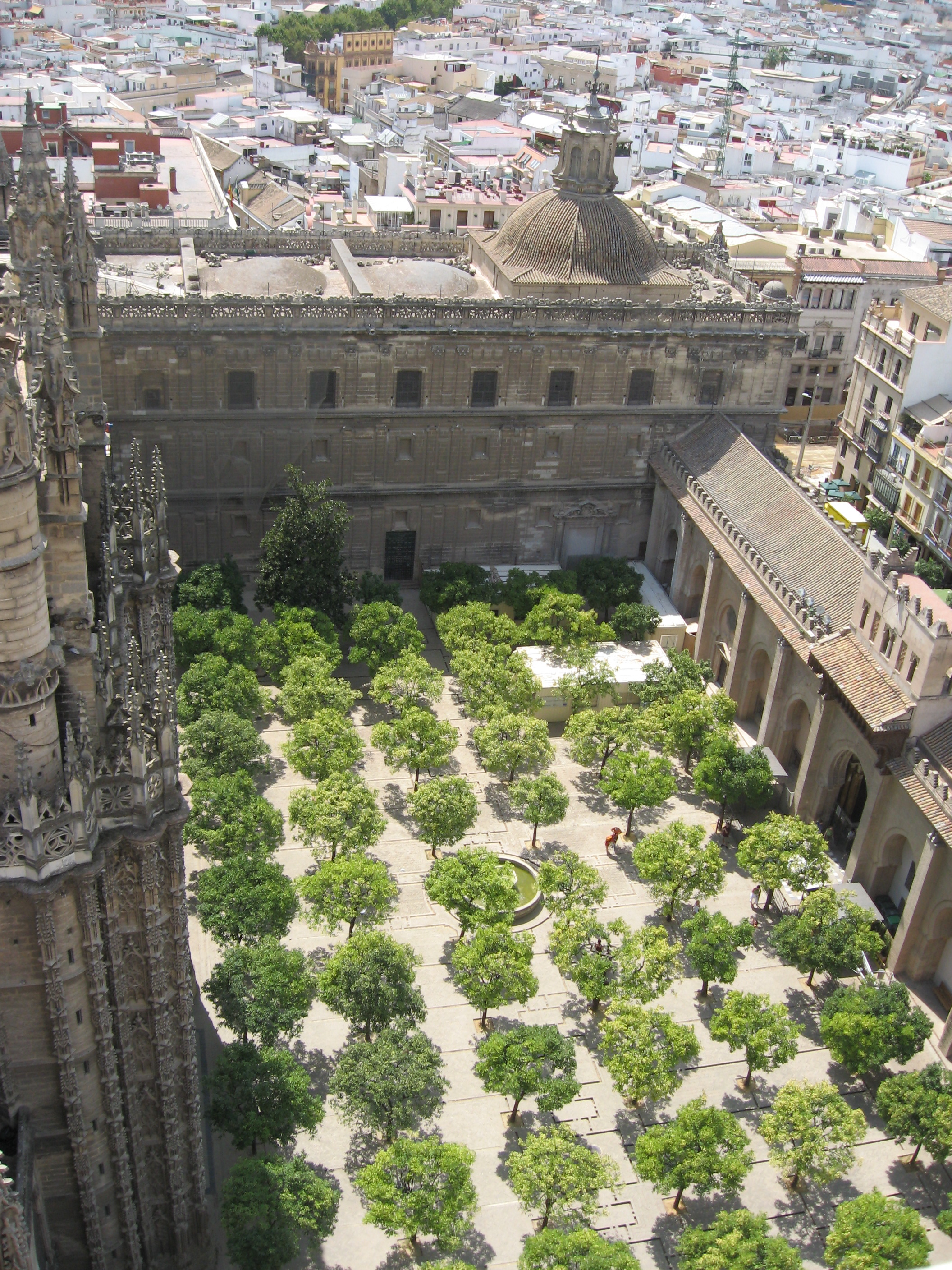
A székesegyház udvara
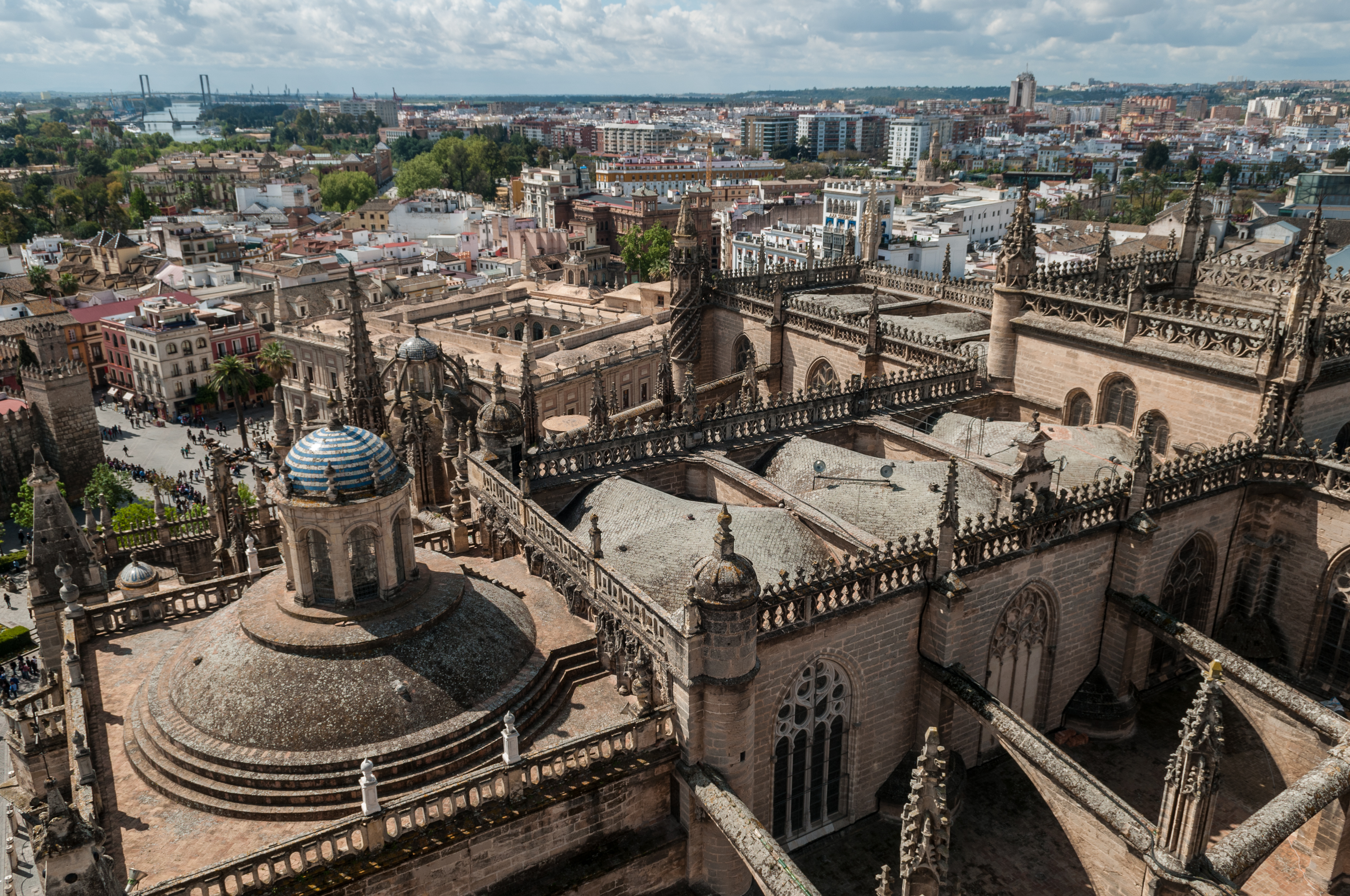
Kilátás a székesegyházból
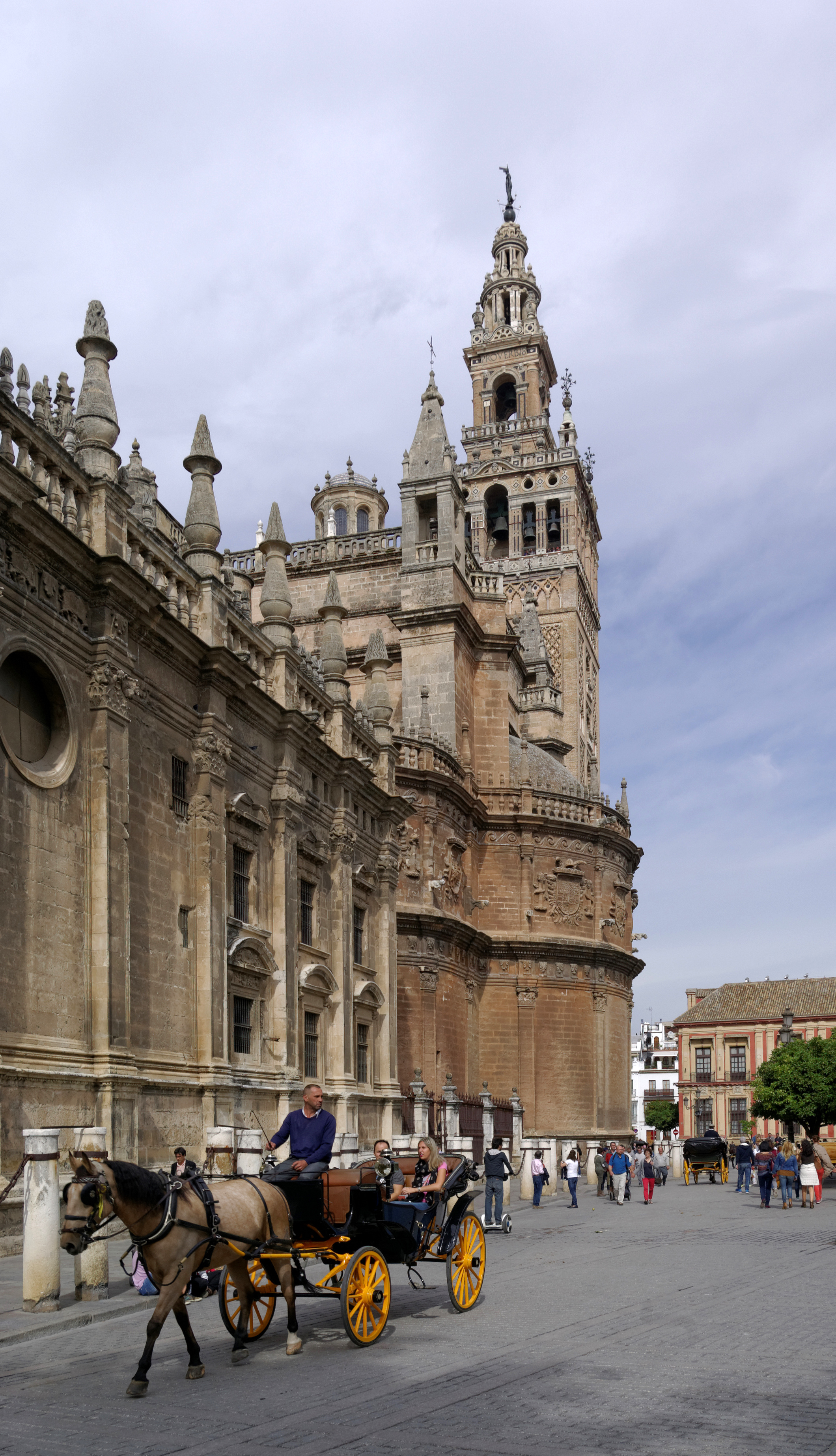
A sevillai székesegyház
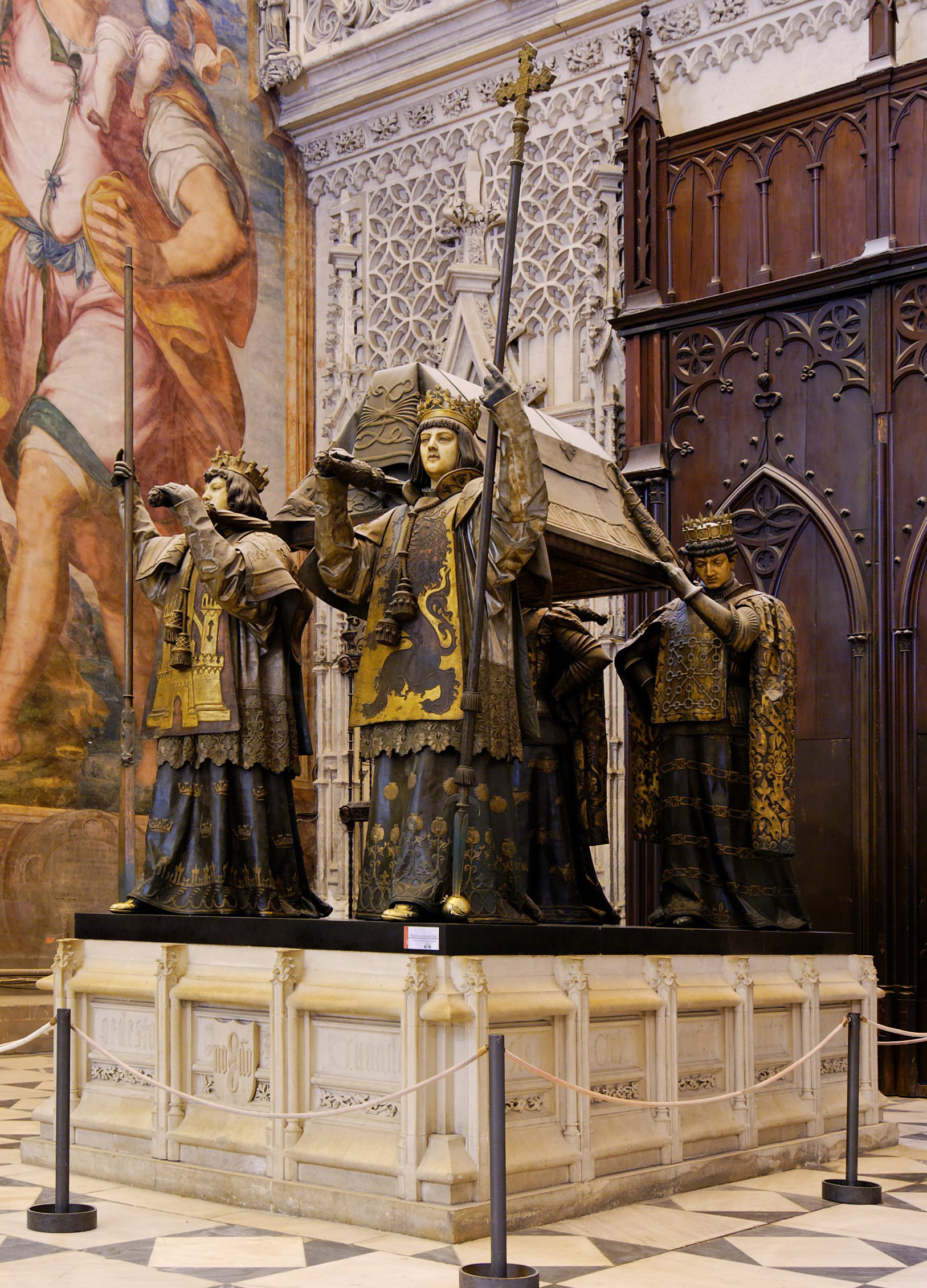
Kolumbusz sírja
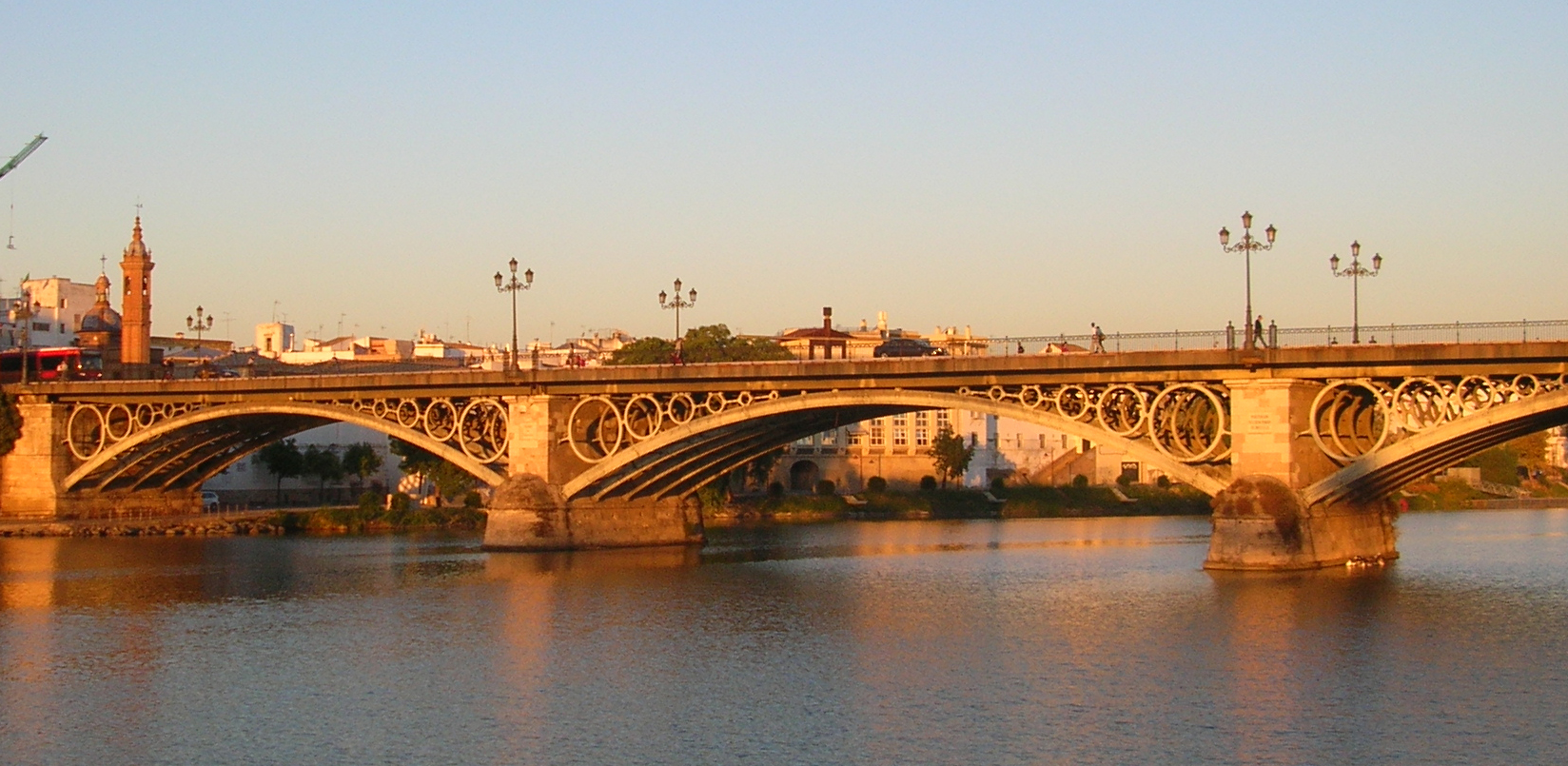
Puente de Triana
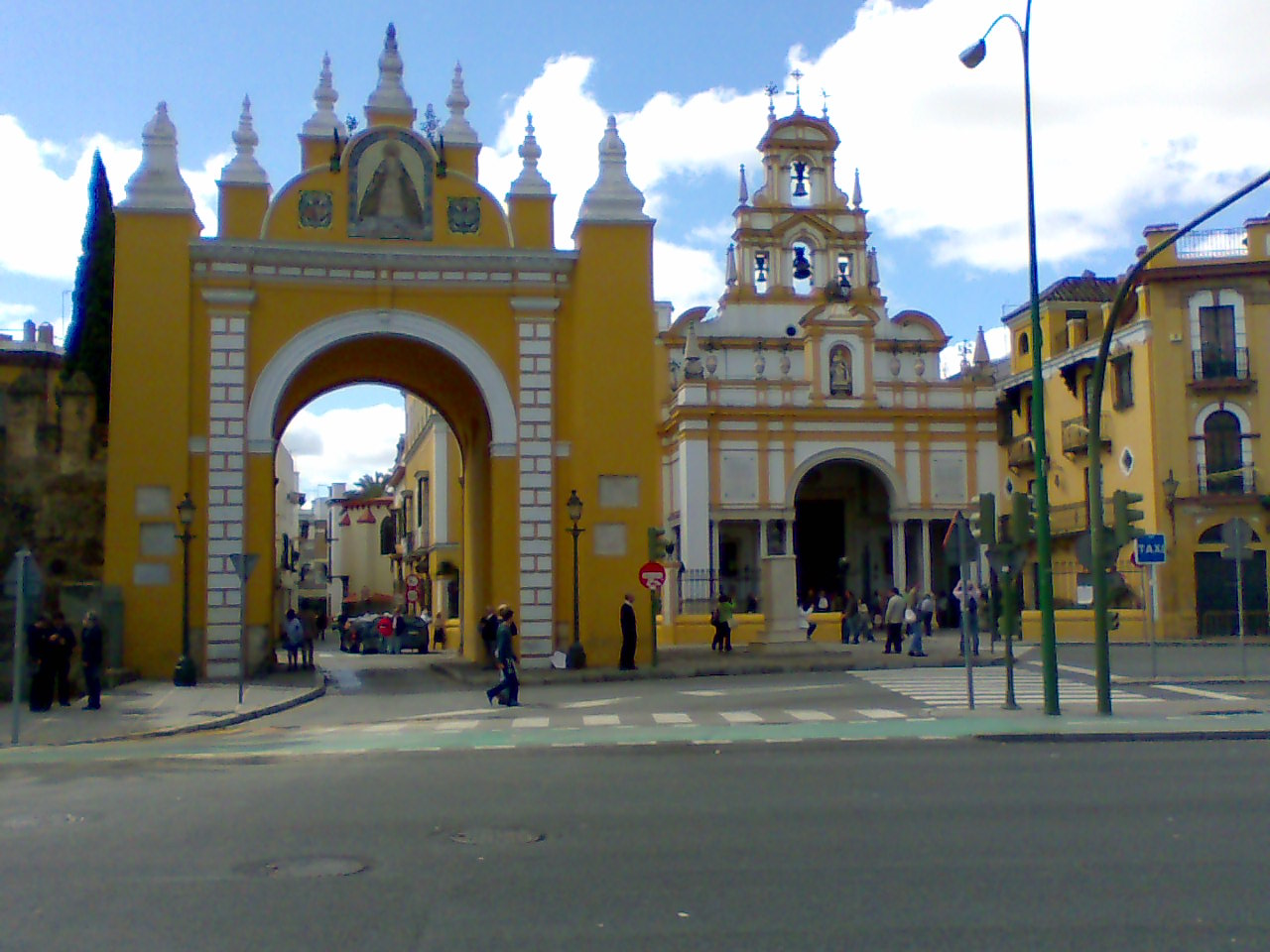
Puerta de la Macarena és a Basílica de la Macarena
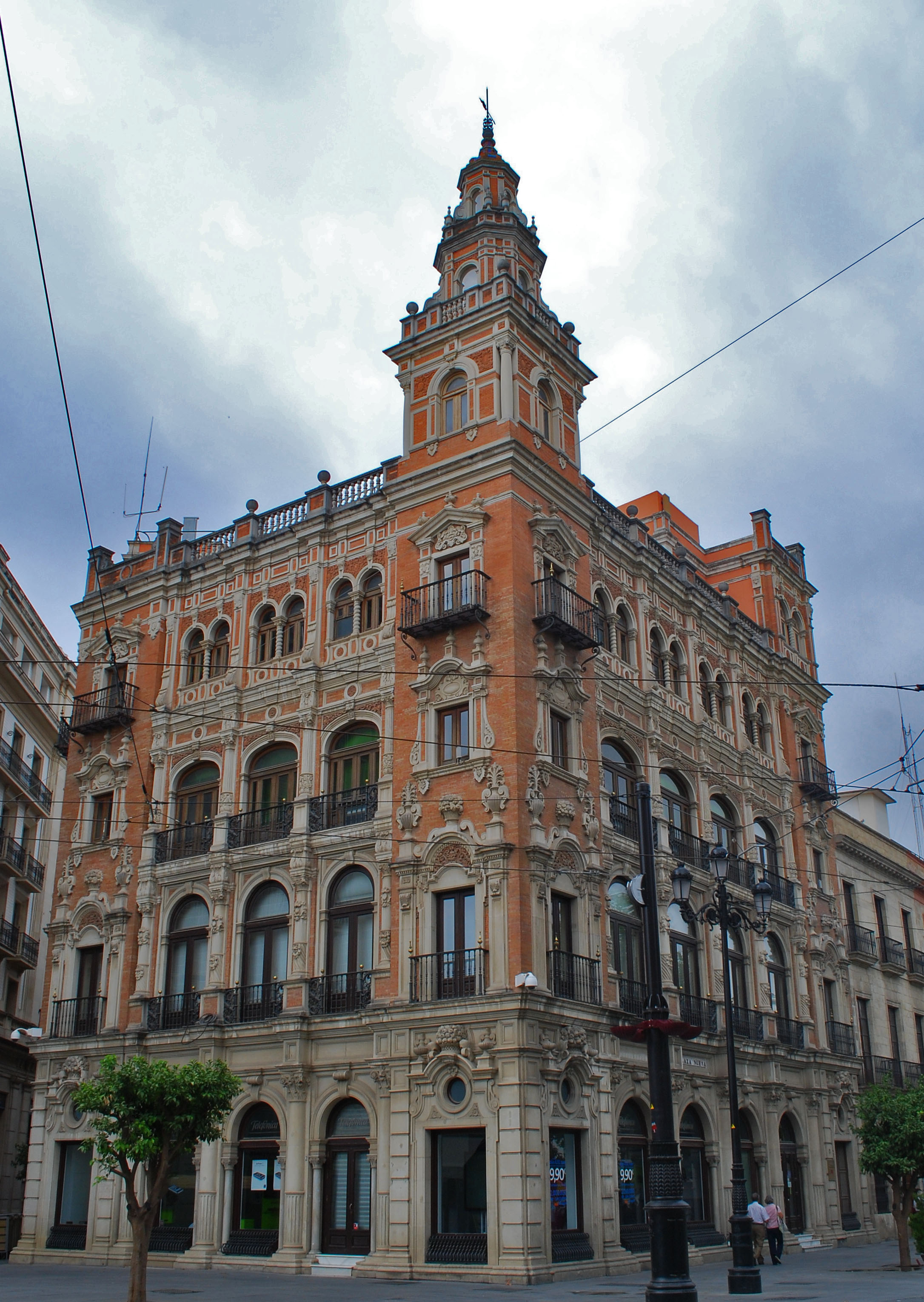
A Telefónica épülete
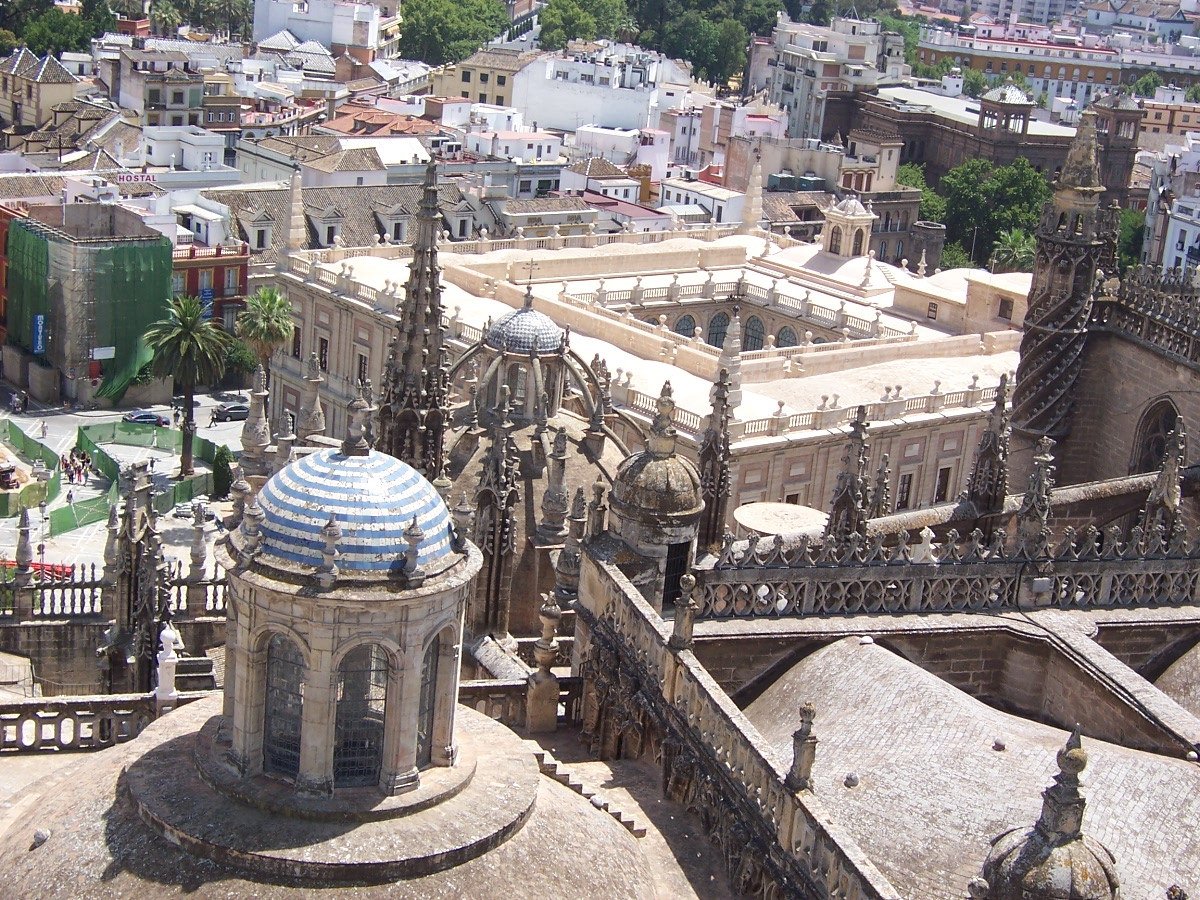
Archivo de Indias
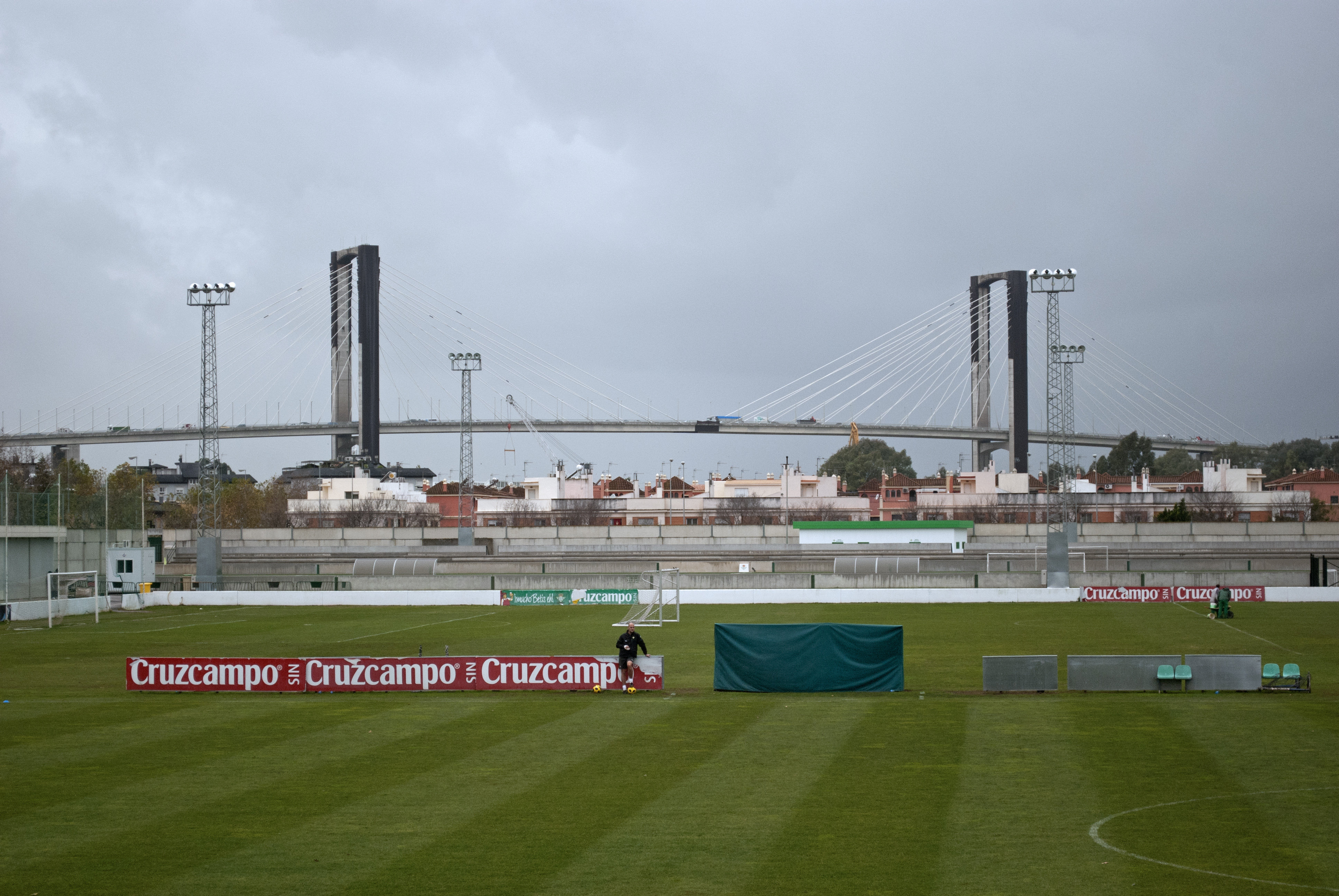
Puente del V Centenario
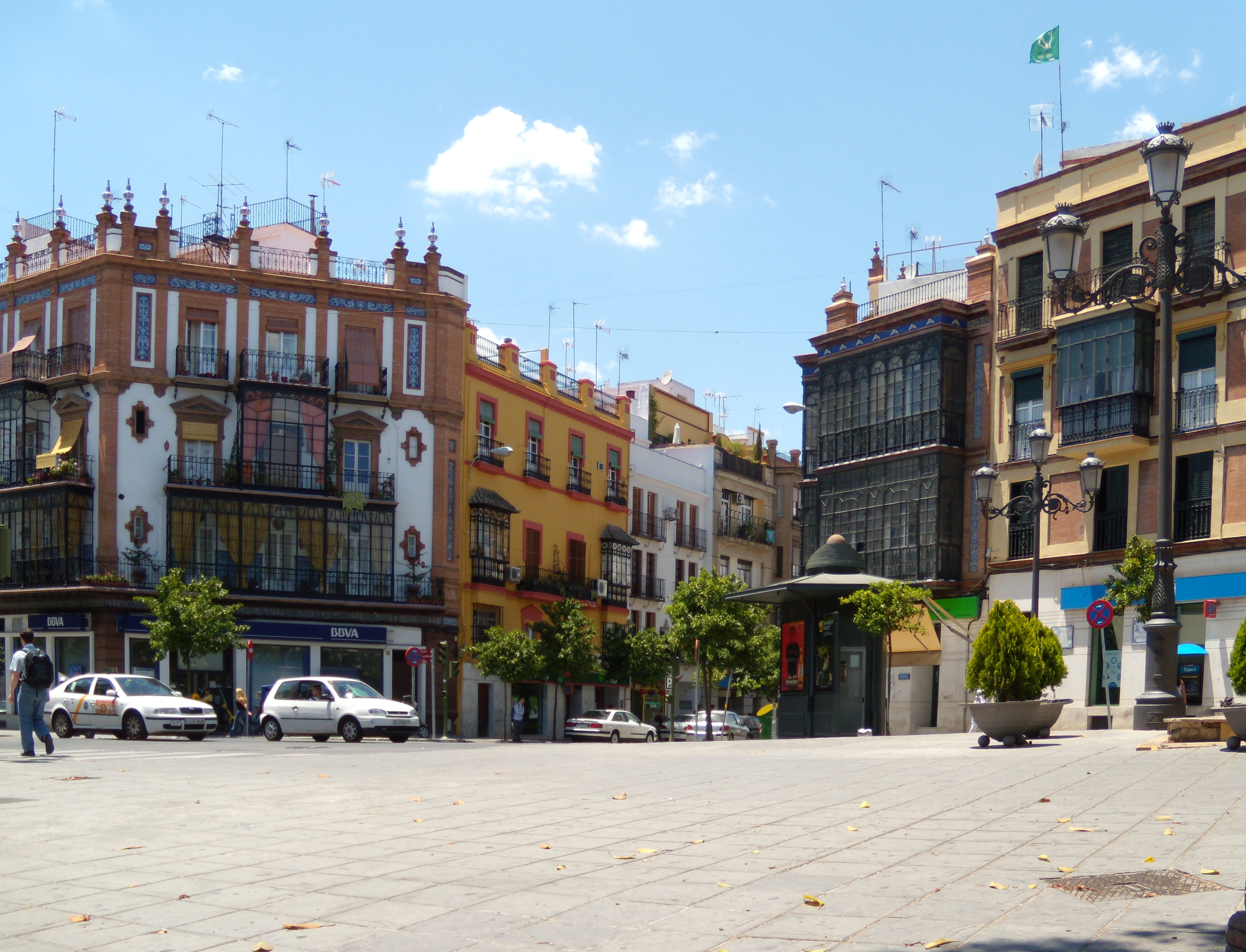
Plaza del Altozano, Triana,
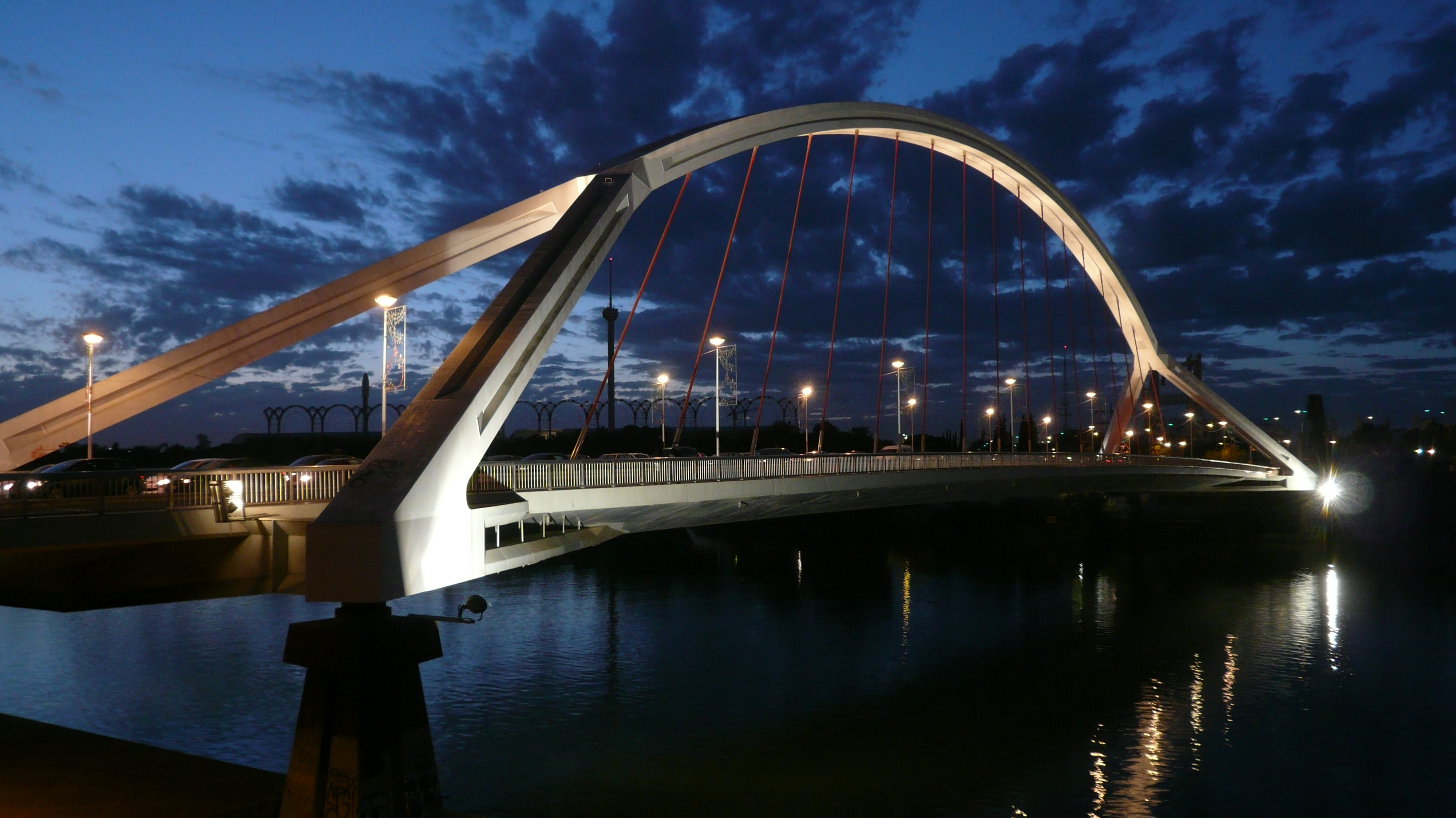
Barqueta-híd
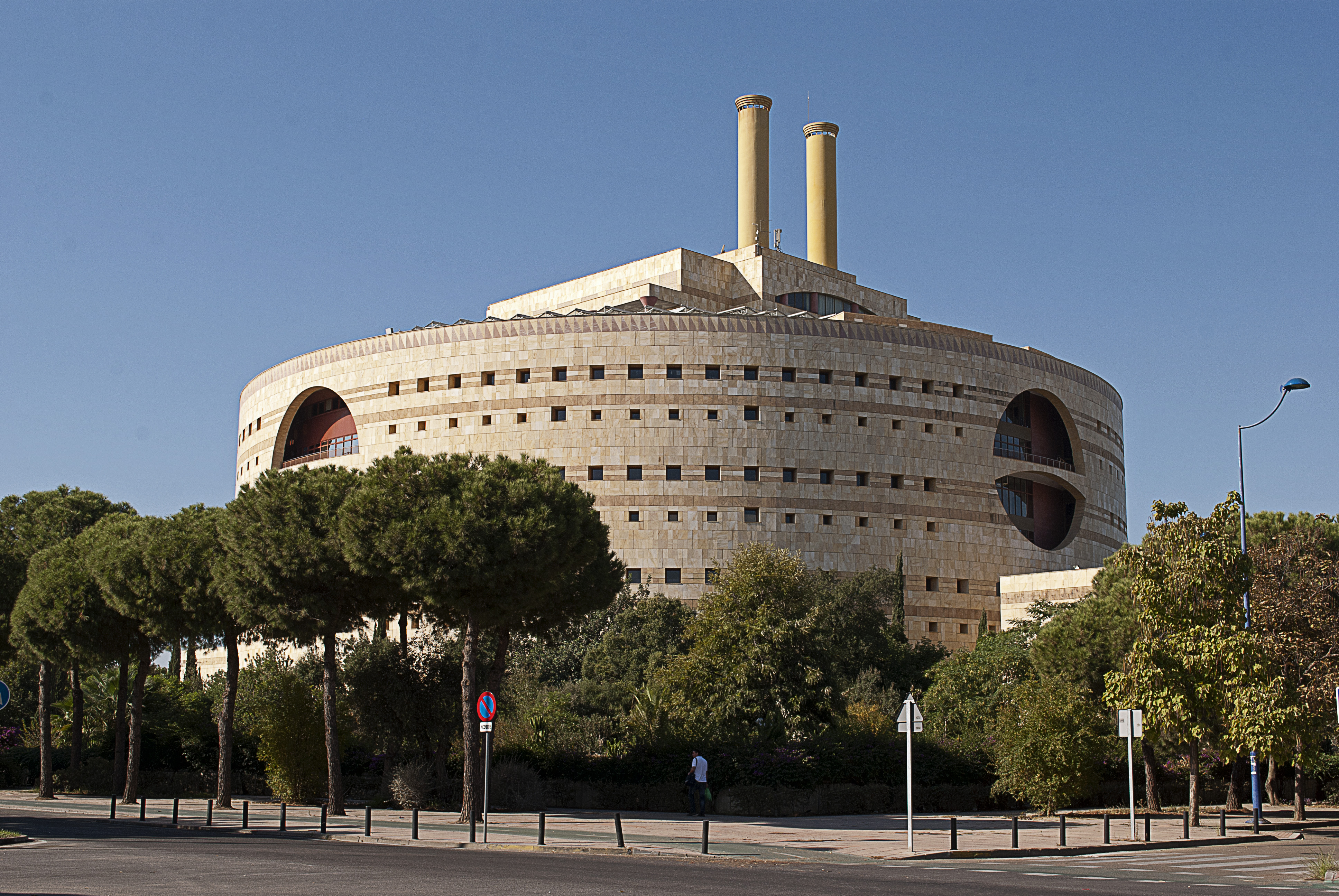
Torre Triana
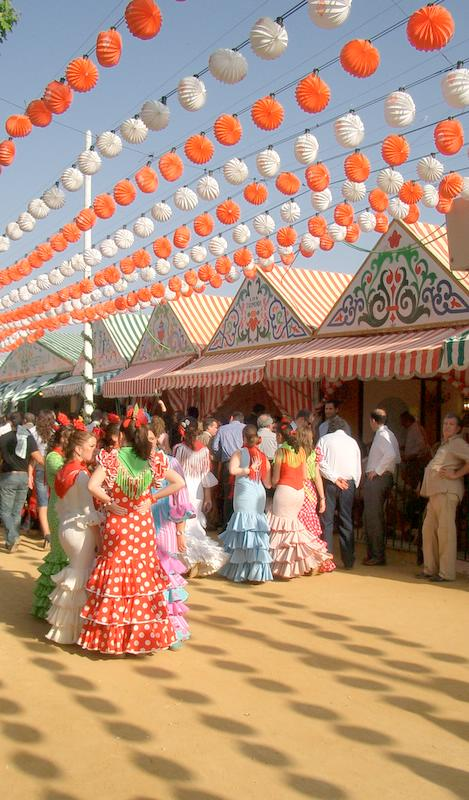
Sevillai vásár
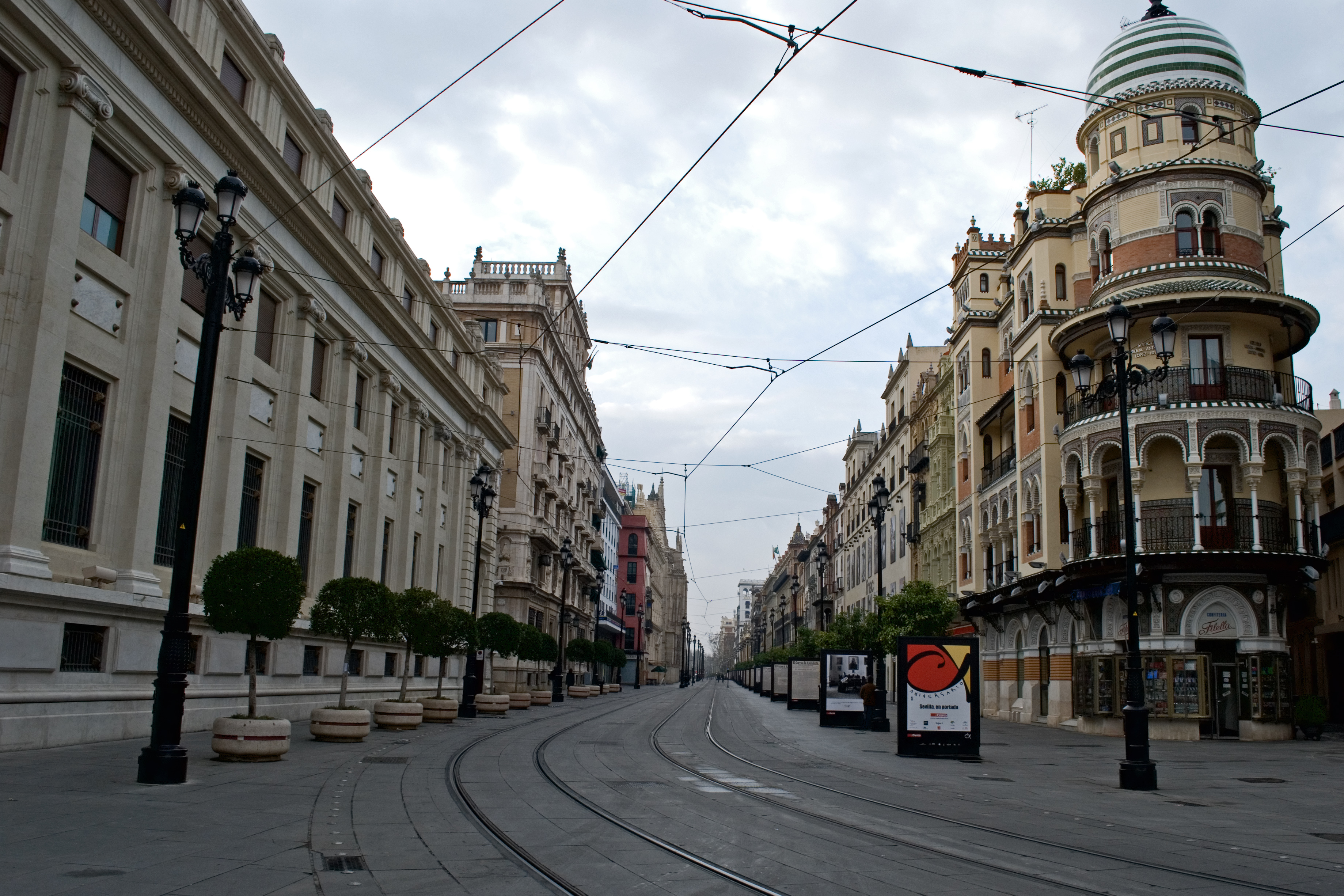
Avenida de la Constitución
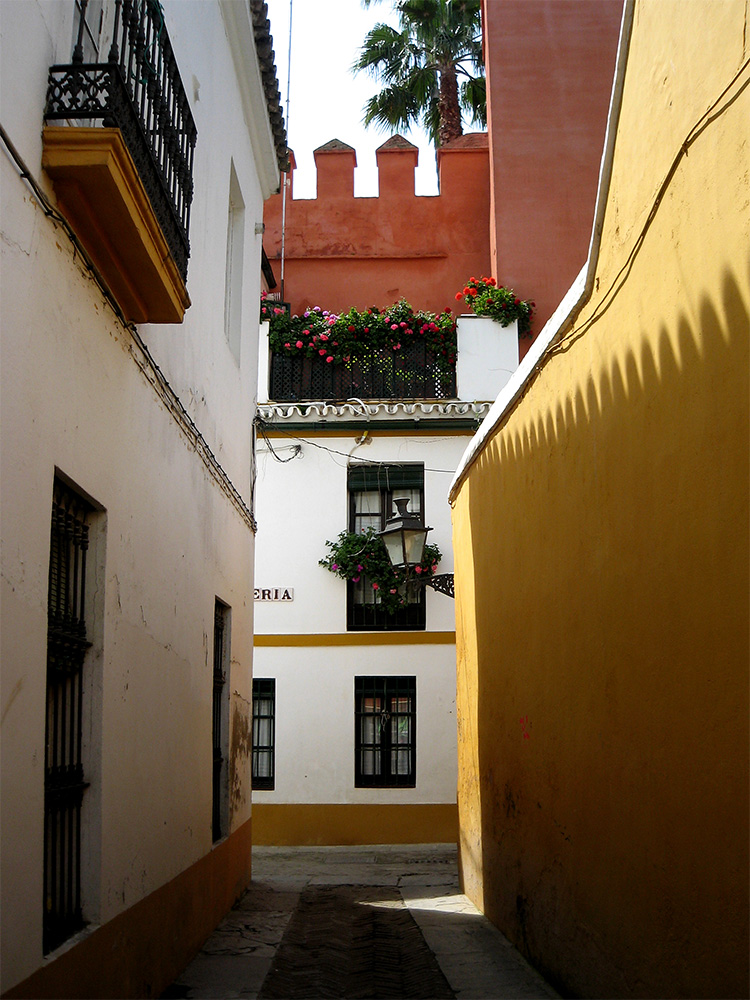
A zsidó negyed
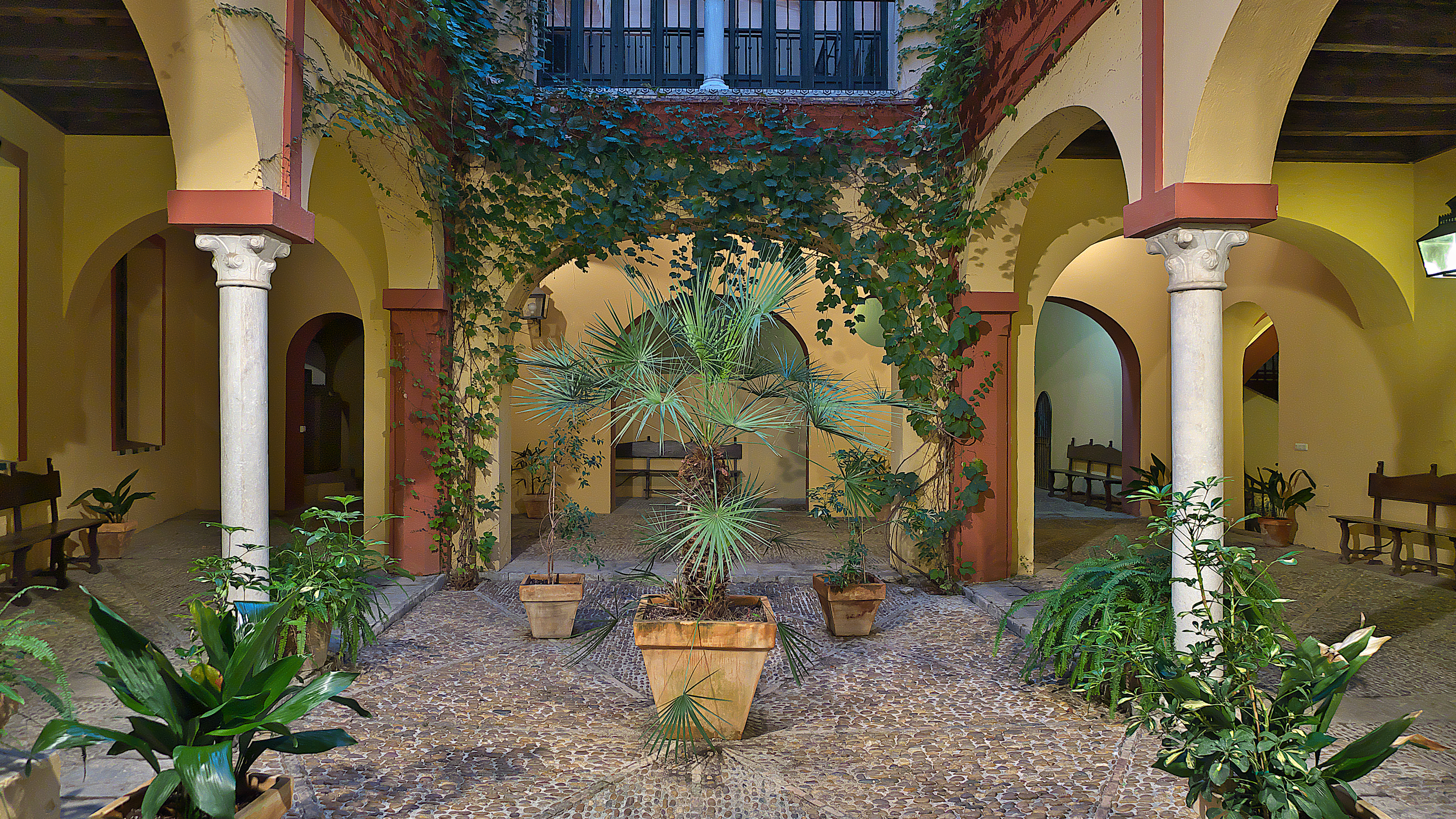
Casa de los Pinelos, zsidó negyed
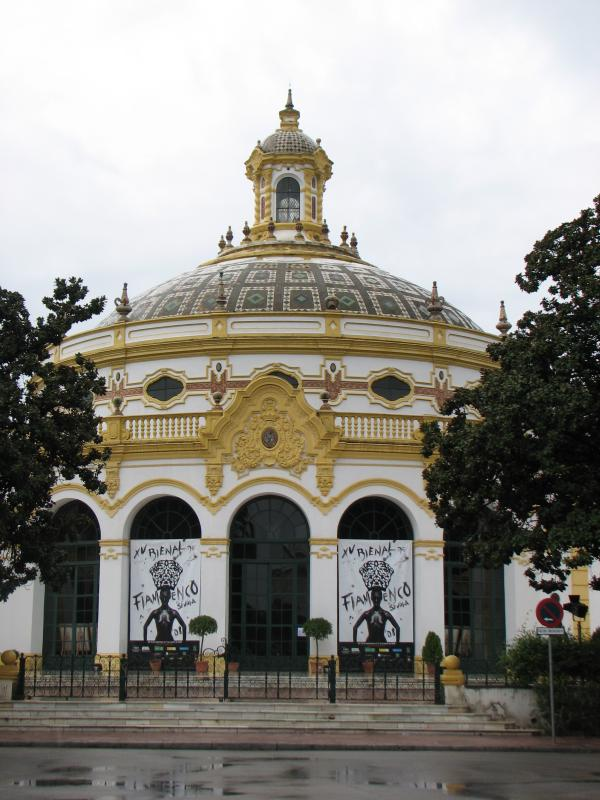
Lope de Vega színház
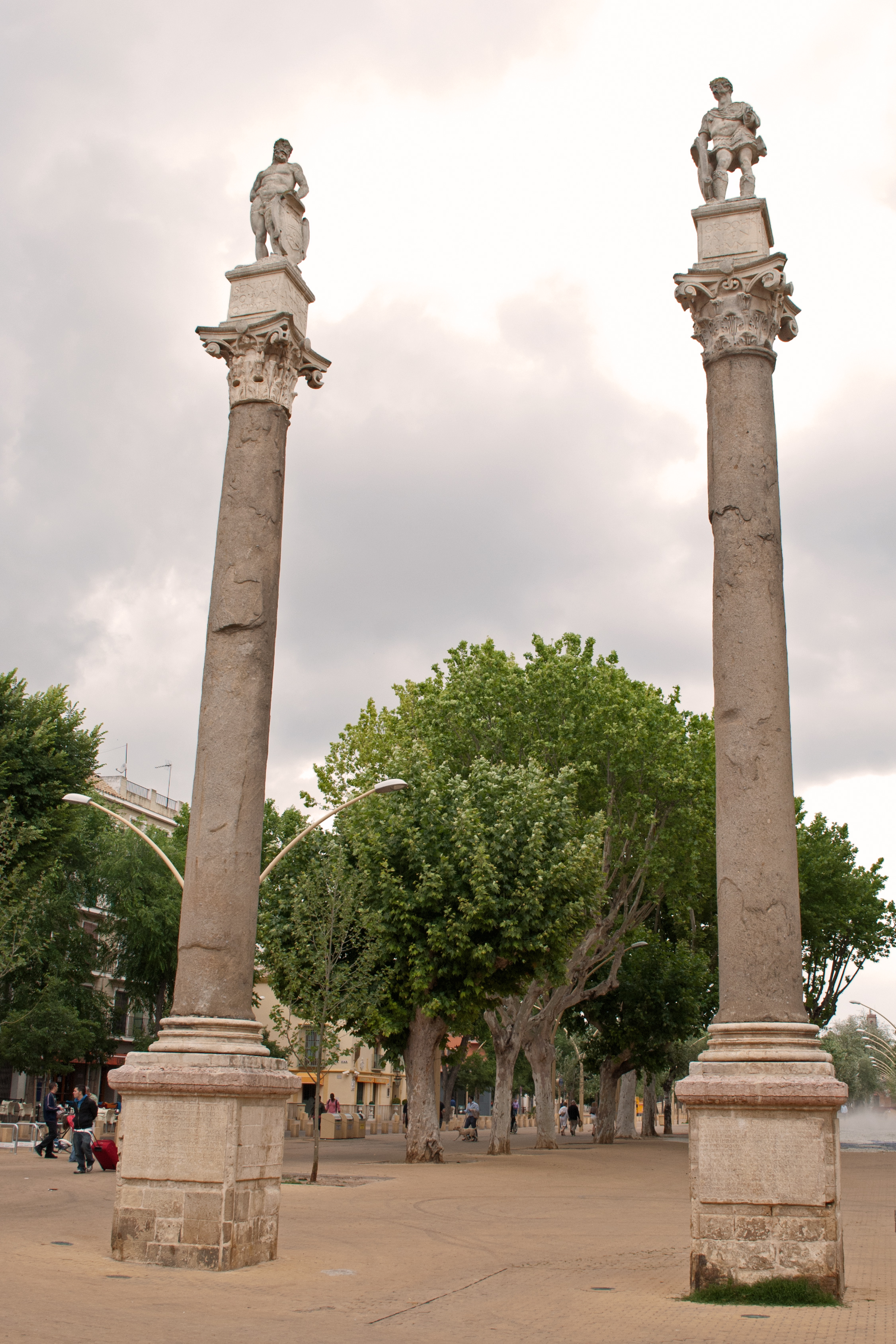
Alameda de Hércules
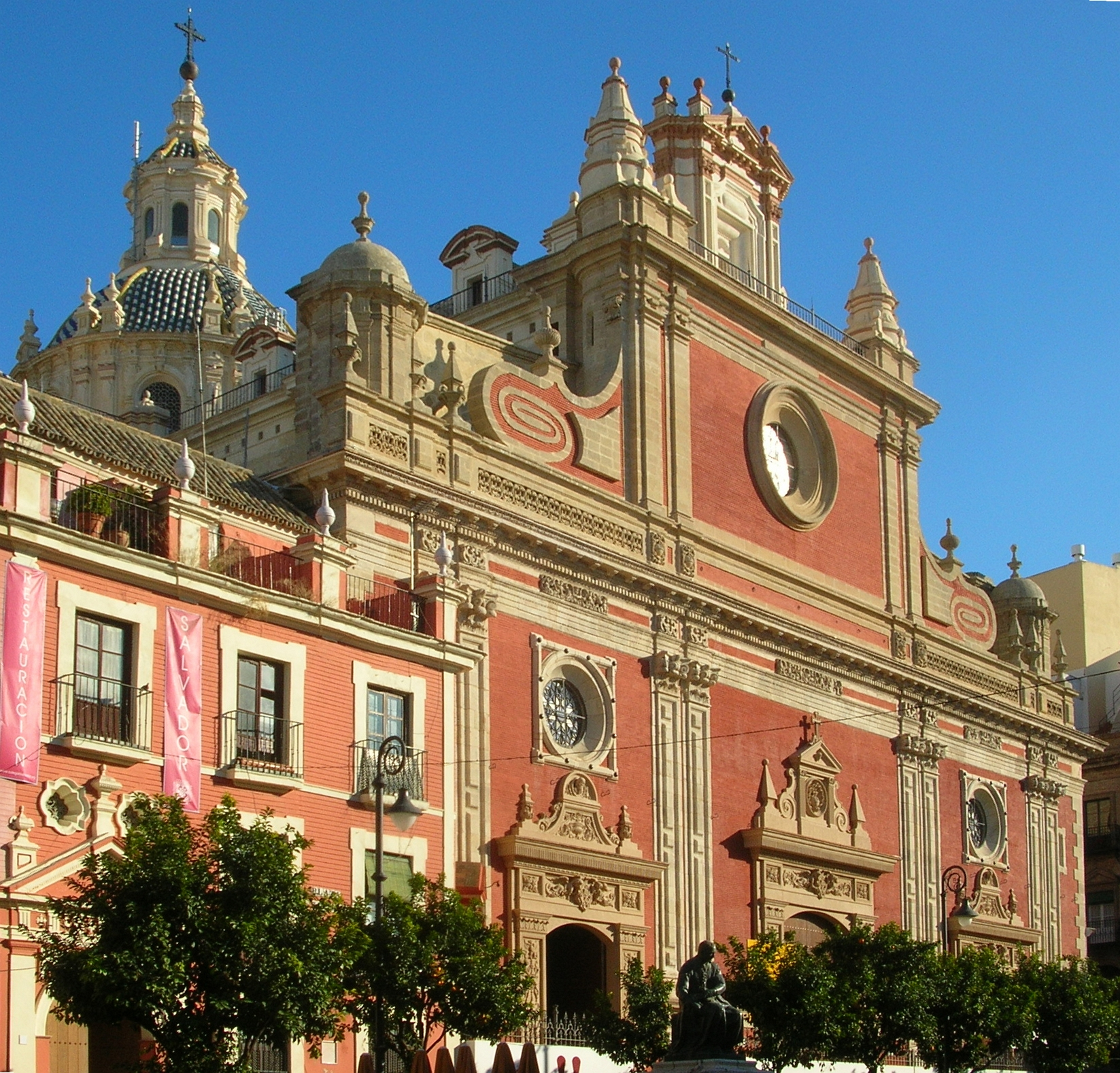
Salvador-templom
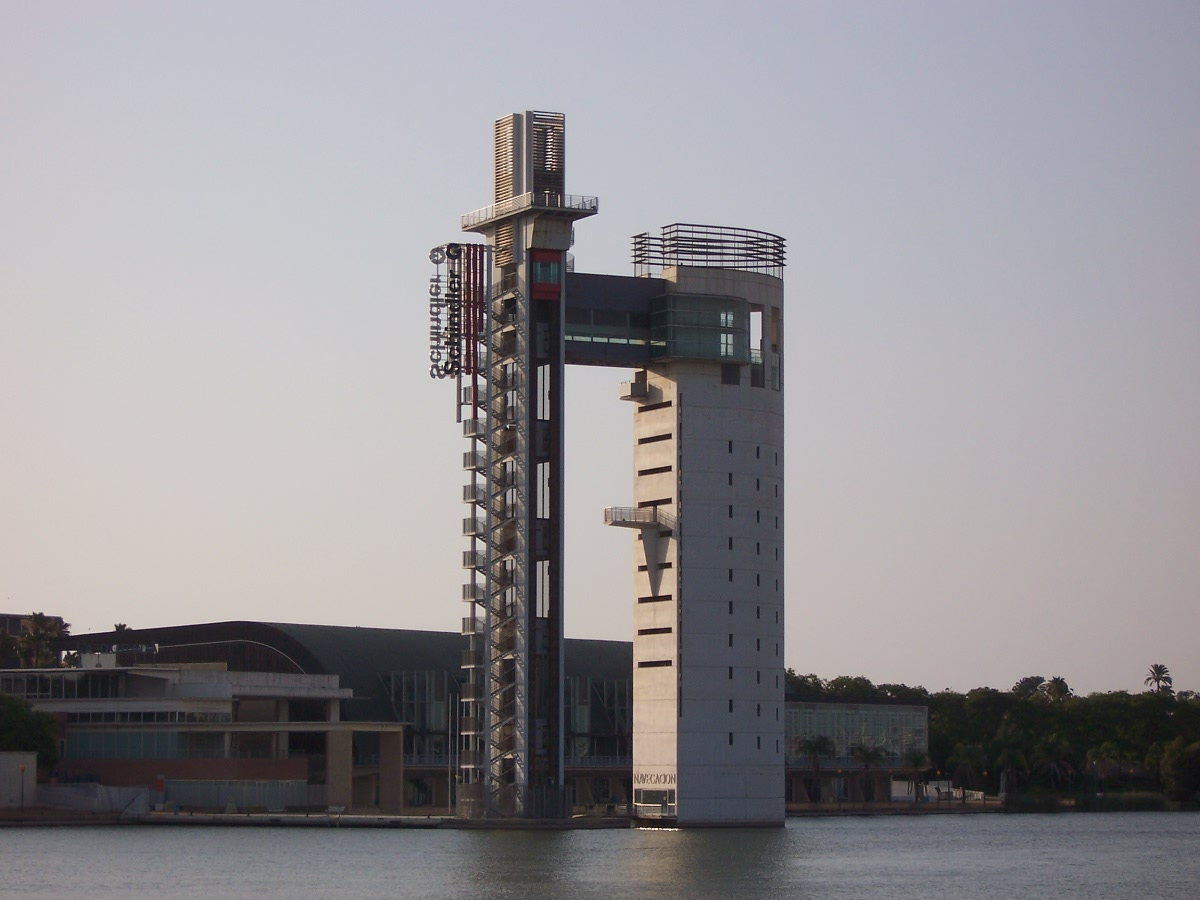
Schindler-torony
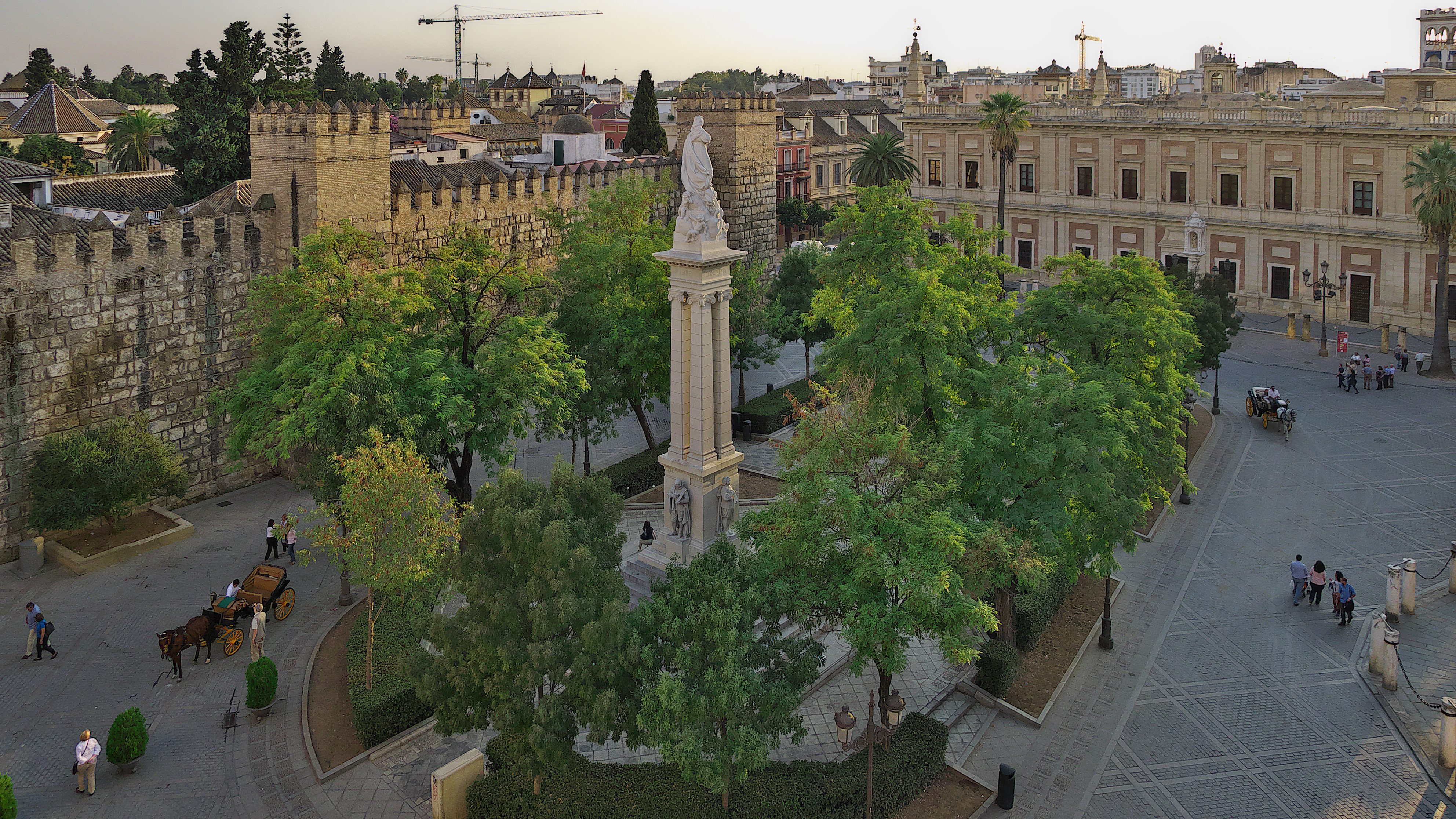
Plaza del Triunfo
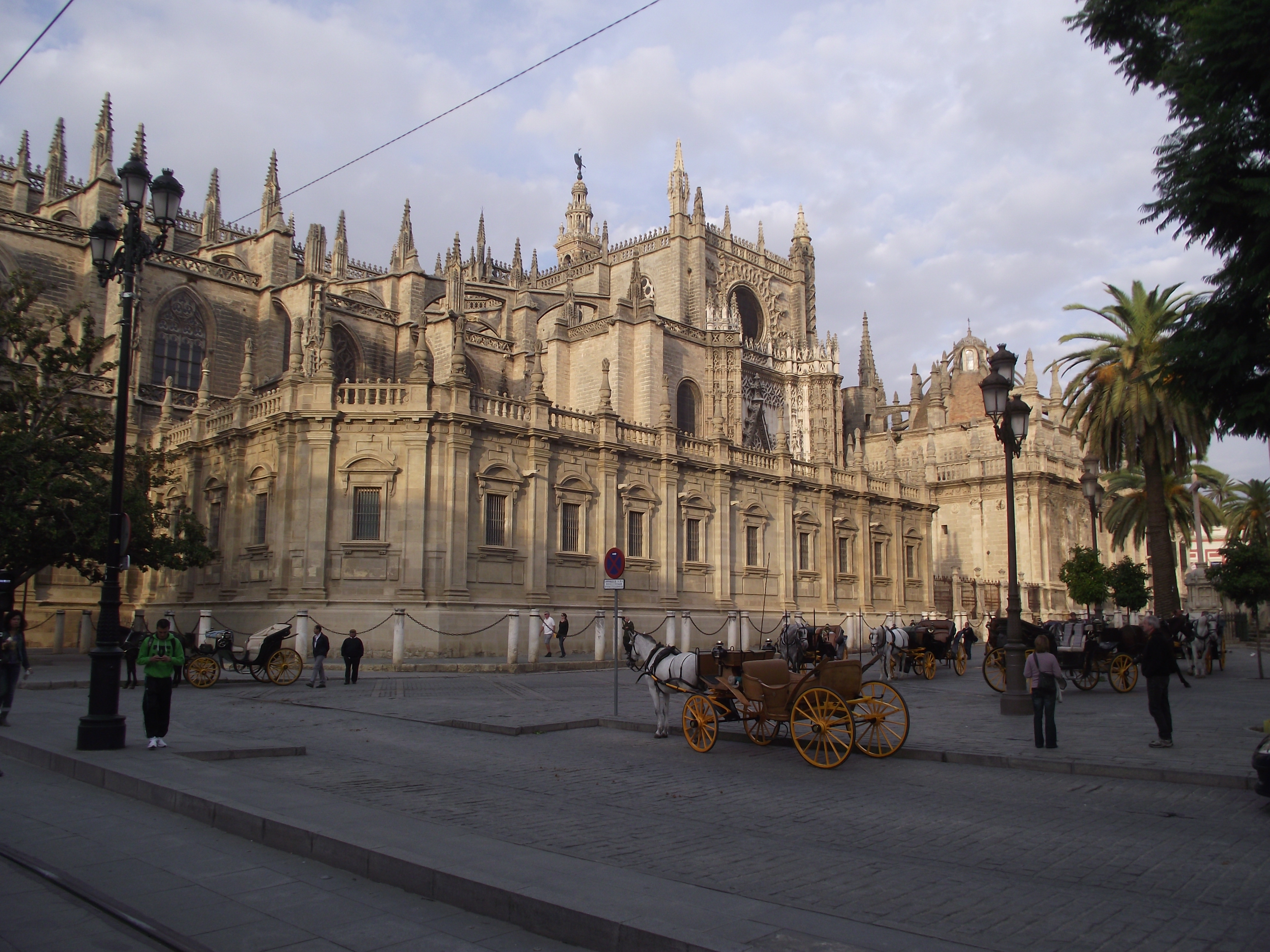
A székesegyház
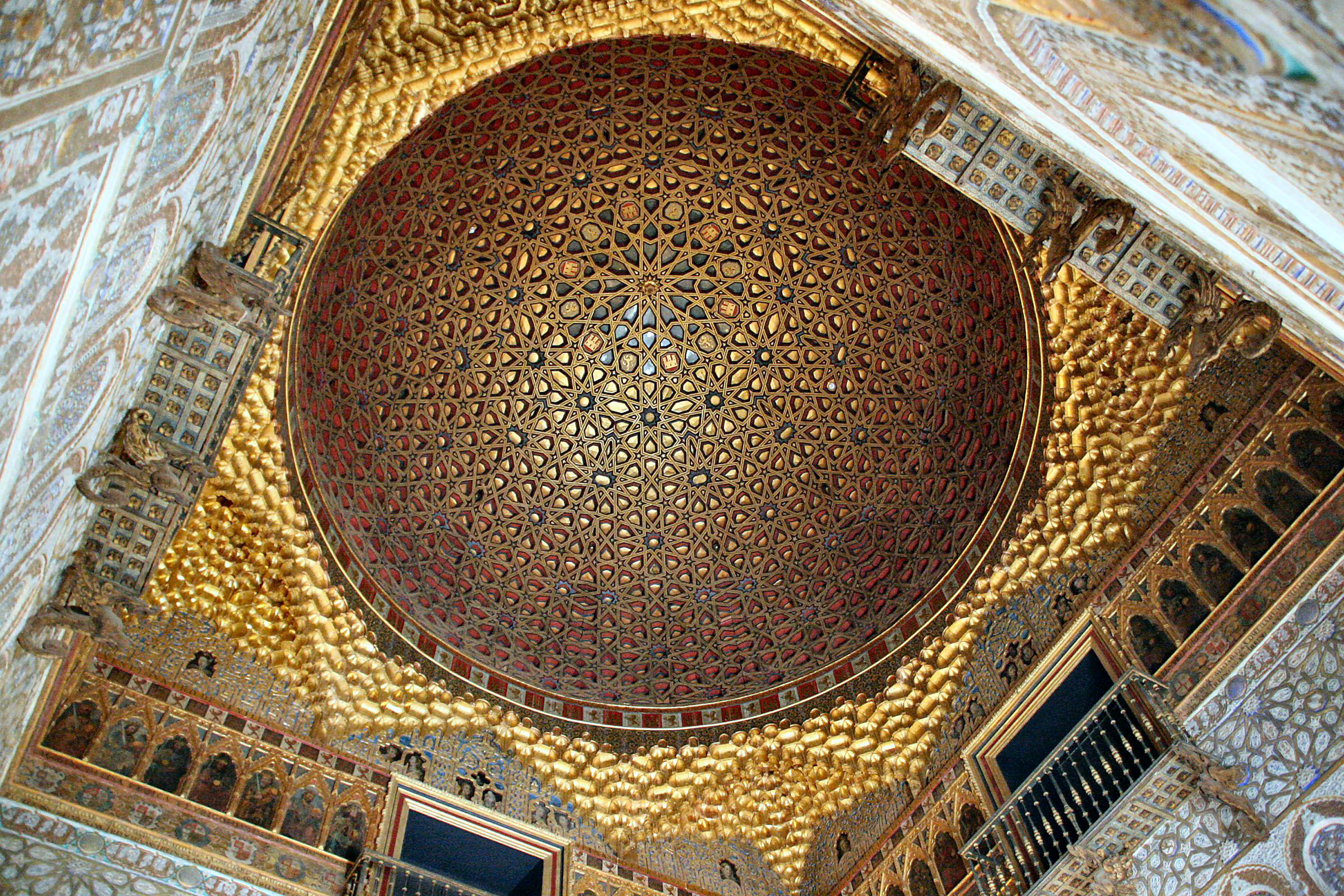
Alcázar
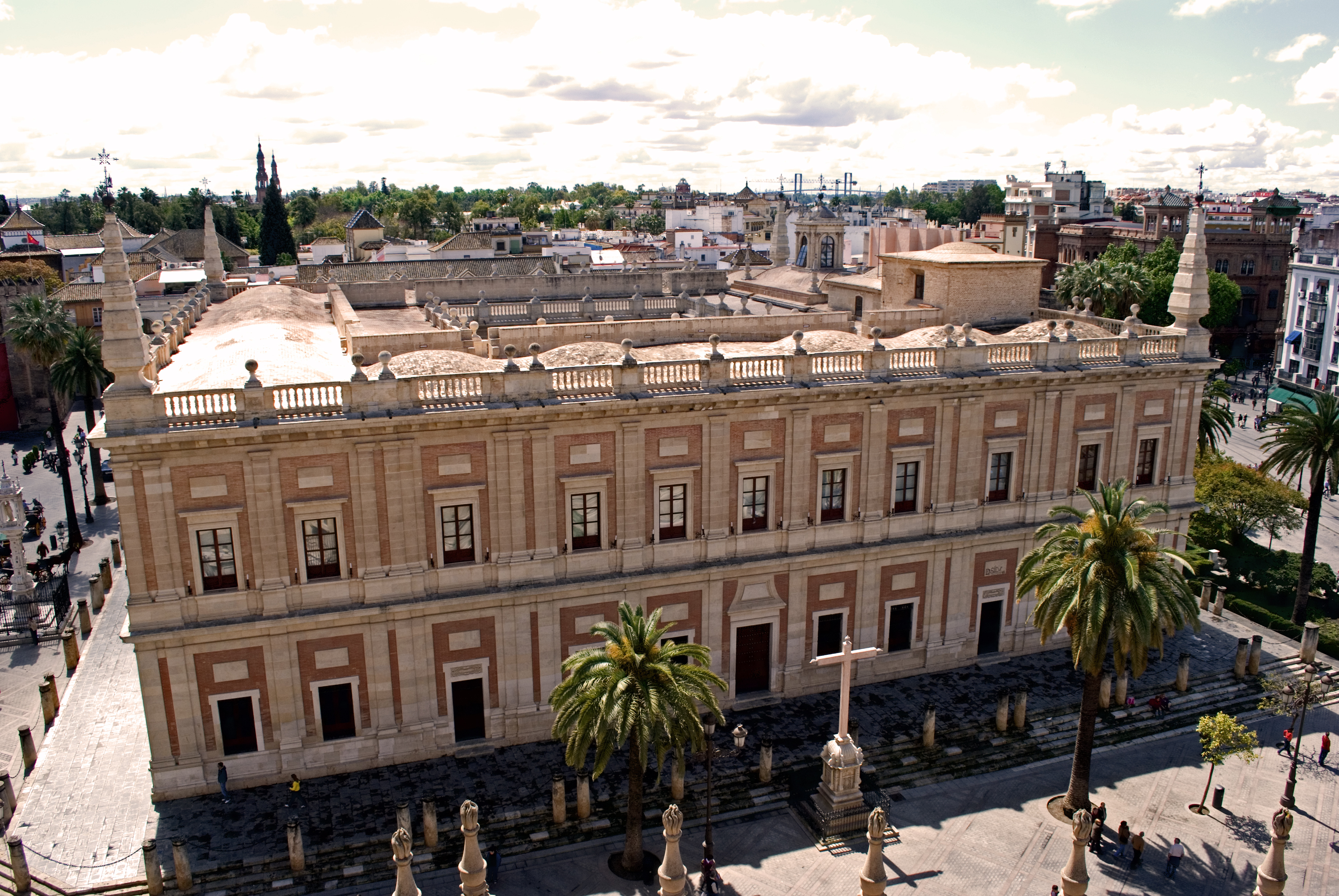
Archivo de Indias